# 22. Januar
Der 22. Januar (auch 22. Jänner) ist der 22. Tag des gregorianischen Kalenders, somit bleiben 343 Tage (in Schaltjahren 344 Tage) bis zum Jahresende.

## Ereignisse

### Politik und Weltgeschehen
- 1349: Die etwa 400 Mitglieder umfassende jüdische Gemeinde in Speyer wird durch ein Pogrom bei den Judenverfolgungen zur Zeit des Schwarzen Todes vernichtet.
- 1462: Portugiesische Seefahrer entdecken die Insel São Vicente, eine der im Atlantik gelegenen Kapverdischen Inseln.

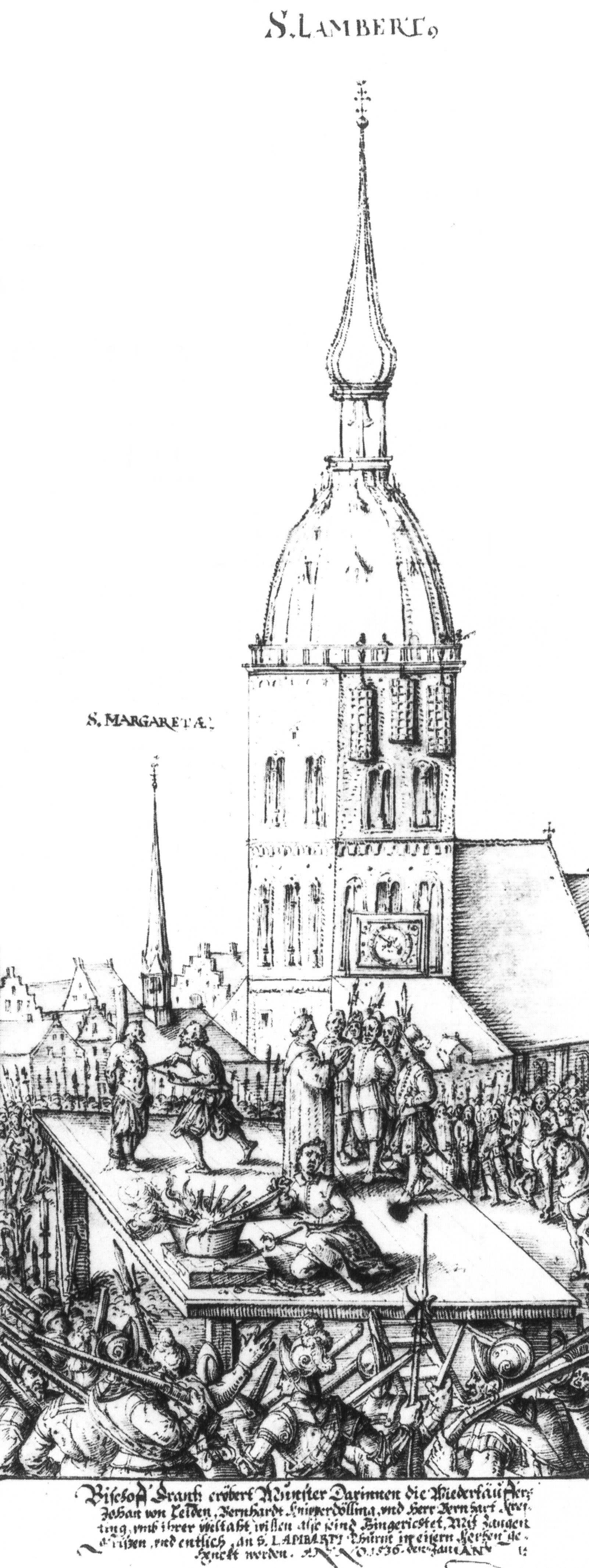
1536: Hinrichtung der Täufer

- 1536: Auf dem Prinzipalmarkt in Münster werden die Anführer der Münsterschen Täufer, Jan van Leiden, Bernd Krechting und Bernd Knipperdolling, öffentlich gefoltert und hingerichtet.
- 1558: Mit dem Einmarsch russischer Truppen in Livland beginnt der Livländische Krieg.

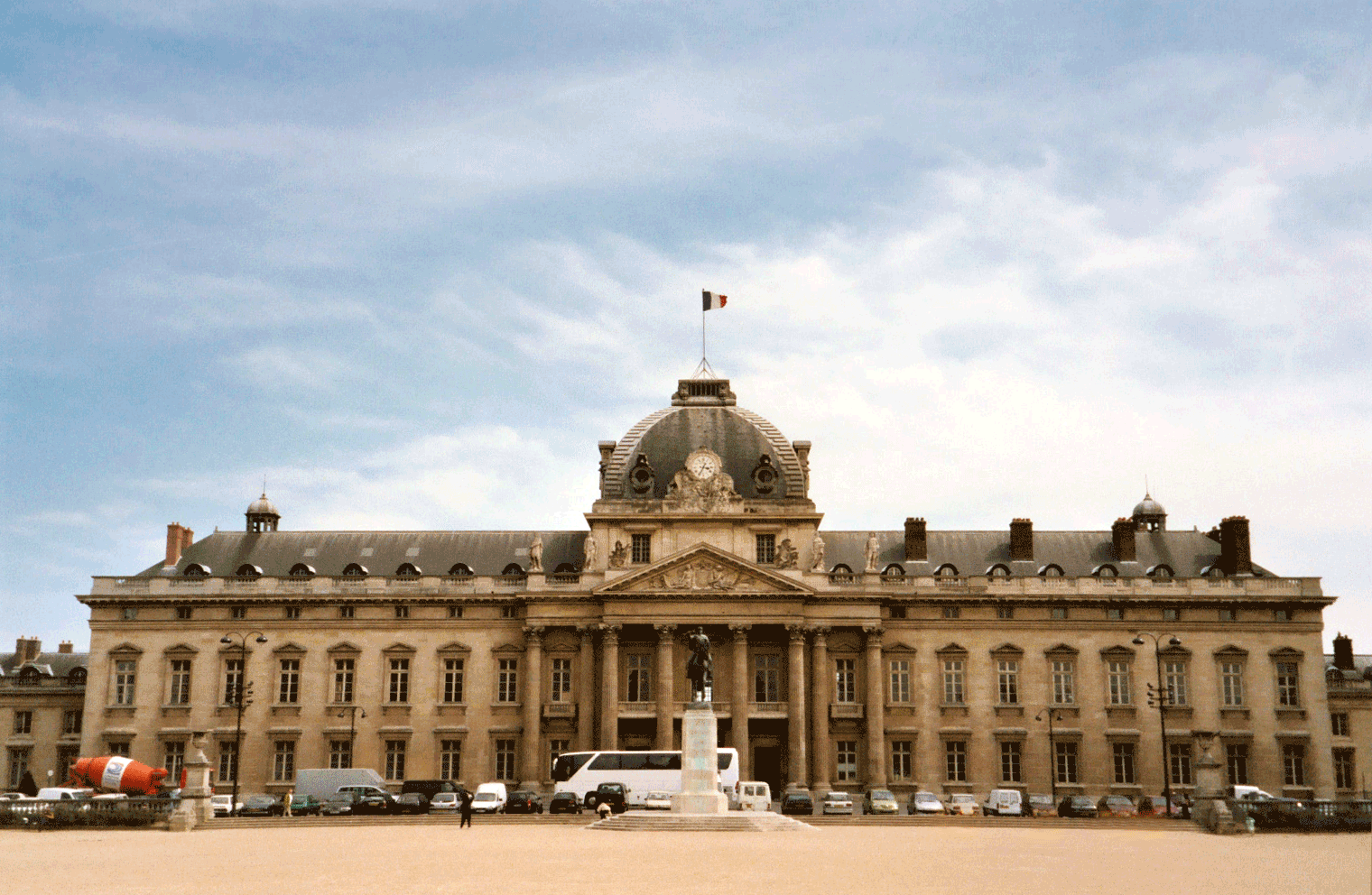
1751: École Militaire

- 1751: In Paris wird auf Initiative von Madame de Pompadour mit Unterstützung von Ludwig XV. die École Militaire, die älteste Militärakademie der Welt, gegründet.
- 1799: Neapolitanische Patrioten rufen während der Eroberung Neapels durch französische Truppen die kurzlebige Parthenopäische Republik aus.
- 1813: Eine britisch-indianische Armee besiegt in der Schlacht bei Frenchtown im Britisch-Amerikanischen Krieg eine etwa 1.000 Mann zählende amerikanische Truppe und zwingt sie zur Kapitulation. Indianer ermorden anschließend etwa 30–60 verwundete Amerikaner, was von den USA propagandistisch als River Raisin Massacre ausgeschlachtet wird.

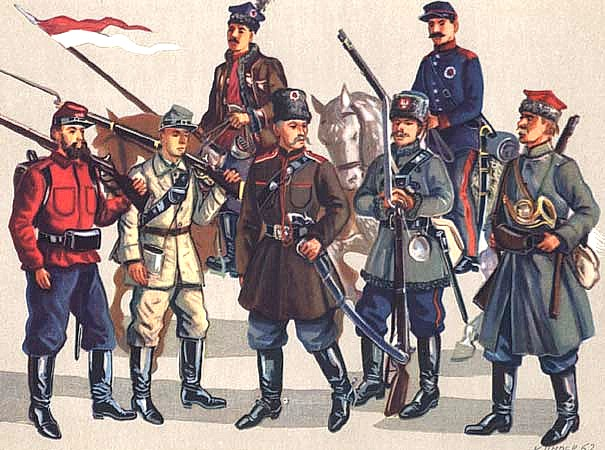
1863: Polnische Kämpfer

- 1863: In Polen beginnt mit dem Januaraufstand unter Ludwik Mierosławski eine erneute Erhebung gegen die russische Herrschaft, die bis zum April 1864 dauern wird.

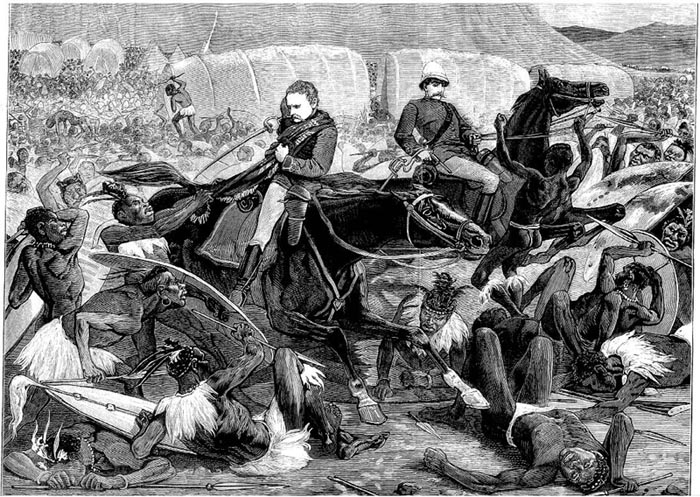
1879: Schlacht bei Isandhlwana

- 1879: In der Schlacht bei Isandhlwana wird ein britisches Kontingent unter Lord Chelmsford im Zulukrieg von einer Zuluarmee unter der Führung des 70-jährigen Ntshingwayo Khoza vollständig vernichtet. Am selben Tag halten bei Rorke’s Drift 145 Briten unter John Rouse Merriott Chard und Gonville Bromhead dem Angriff von ungefähr 4.000 Zulu-Kriegern stand. Dafür werden 11 Männer mit dem Victoria-Kreuz ausgezeichnet.
- 1901: Mit dem Tod von Königin Victoria endet in Großbritannien das Viktorianische Zeitalter. Edward VII. folgt seiner Mutter auf den britischen Thron.

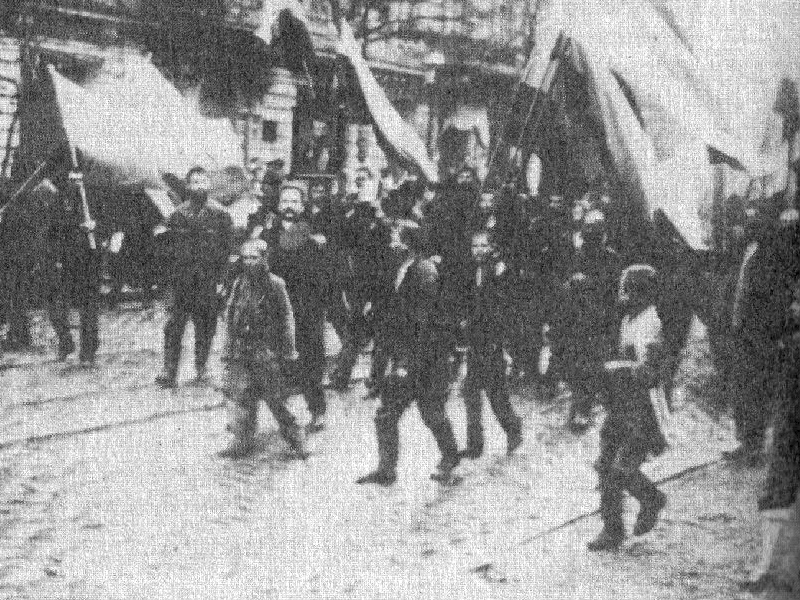
1905: Demonstranten auf dem Weg zum Winterpalast

- 1905: Beim Petersburger Blutsonntag töten die Truppen des russischen Zaren Nikolaus II. über 1.000 Menschen, die unter Führung des Priesters Georgi Apollonowitsch Gapon friedlich vor dem Winterpalast demonstrieren. Das führt zur Russischen Revolution 1905.
- 1920: Die Regierung der Niederlande verweigert die von den alliierten Siegermächten beantragte Auslieferung des ehemaligen deutschen Kaisers Wilhelm II.
- 1924: Mit Ramsay MacDonald wird als Nachfolger von Stanley Baldwin erstmals ein Mitglied der Labour Party Premierminister Großbritanniens.
- 1932: Ein Volksaufstand der hauptsächlich aus dem indigenen Volk der Pipil stammenden Bauern in El Salvador unter der Führung von Farabundo Martí wird von Staatschef Maximiliano Hernández Martínez blutig niedergeschlagen. Rund 30.000 Menschen werden vom Militär getötet.
- 1941: Britische Einheiten erobern im Zweiten Weltkrieg die zur Festung ausgebaute Stadt Tobruk in der italienischen Kolonie Libyen. Dabei werden 25.000 italienische Soldaten gefangen genommen.
- 1943: Nach viertägigem Widerstand der Jüdischen Kampforganisation unter Mordechaj Anielewicz im Warschauer Ghetto ziehen sich die Deutschen vorläufig aus dem Ghetto zurück.

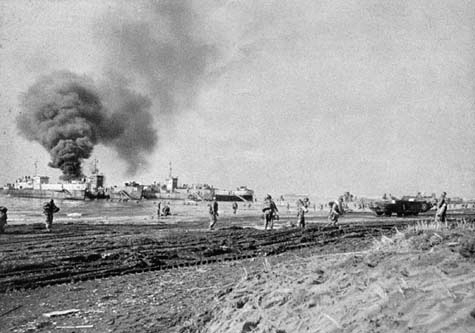
1944: Landung amerikanischer Truppen bei Anzio

- 1944: Alliierte Truppen landen im Zweiten Weltkrieg im Rahmen der Operation Shingle in der Umgebung von Anzio und Nettuno in Italien.

1946: Flagge der Republik Kurdistan

- 1946: Qazi Mohammed ruft auf dem Car-Cira-Platz in Mahabad die Republik Kurdistan auf iranischem Territorium aus. Der bislang einzige kurdische Nationalstaat wird nur bis zum 16. Dezember des gleichen Jahres Bestand haben.
- 1946: Auf der ersten Zonenausschusstagung der Christlich Demokratischen Union (CDU) im Herforder Rathaus wird Konrad Adenauer zum Vorsitzenden der CDU in der britischen Zone gewählt.
- 1947: In Frankreich nimmt das Kabinett Paul Ramadier/Maurice Thorez, das erste der Vierten Republik, seine Arbeit auf.
- 1962: Auf Druck der USA schließt die Organisation Amerikanischer Staaten (OAS) Kuba von der Teilnahme an ihren weiteren Aktivitäten aus.

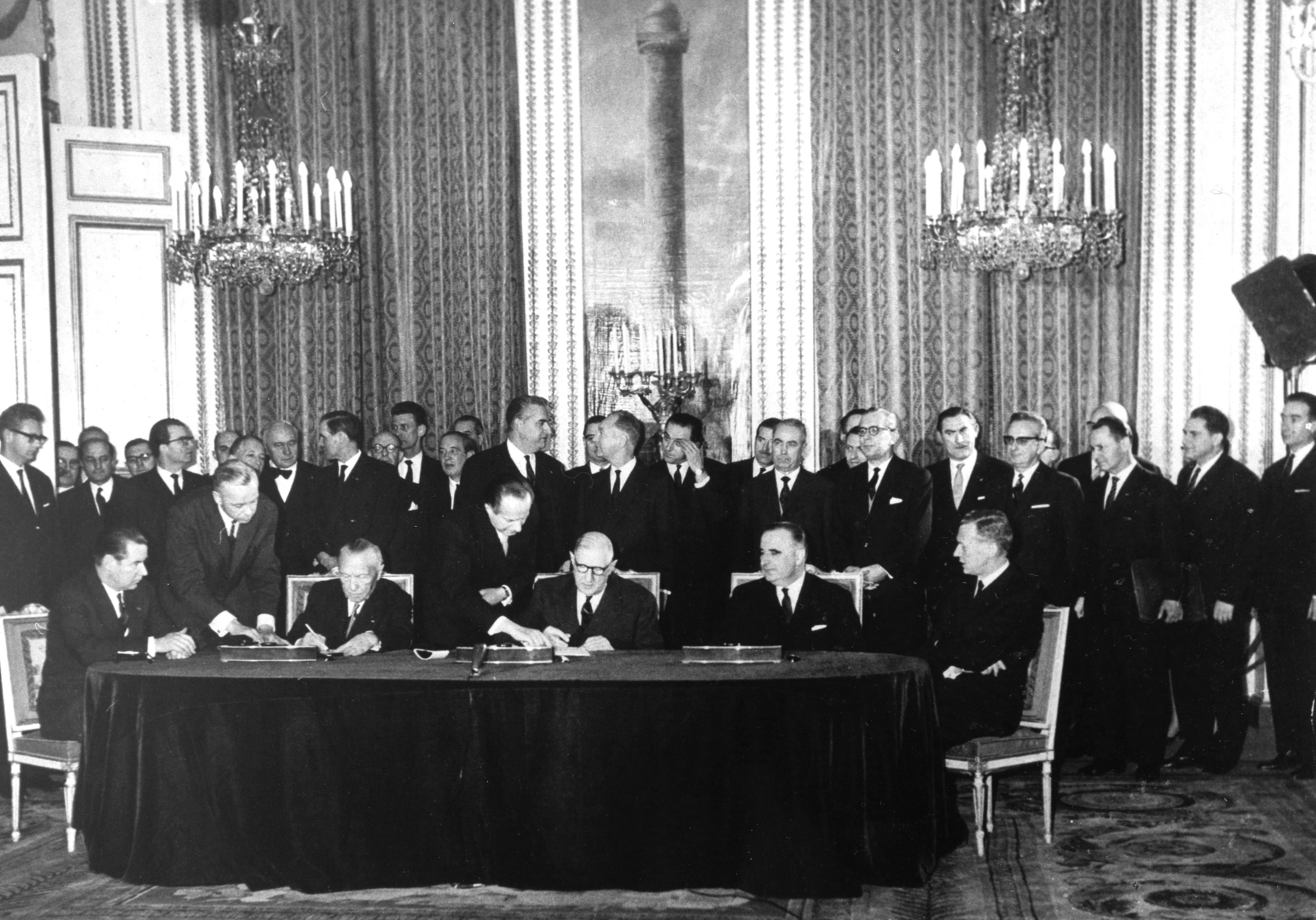
1963: Unterzeichnung des Vertrages im Pariser Élysée-Palast

- 1963: Der deutsche Bundeskanzler Konrad Adenauer und der französische Staatspräsident Charles de Gaulle unterzeichnen im Élysée-Palast in Paris den Deutsch-Französischen Freundschaftsvertrag, bekannt als Élysée-Vertrag.
- 1973: Der Oberste Gerichtshof der USA legalisiert im Fall Roe v. Wade das Recht auf Schwangerschaftsabbruch (diese Entscheidung hatte bis zum 2022 entschiedenen Fall Dobbs v. Jackson Women’s Health Organization Bestand).
- 1980: Nach Protesten gegen die sowjetische Intervention in Afghanistan wird der sowjetische Dissident und Nobelpreisträger Andrei Dmitrijewitsch Sacharow verhaftet und in der Folge nach Gorki verbannt.
- 1993: Die kroatische Armee beginnt im Kroatienkrieg mit der Operation Maslenica, einer Offensive gegen serbische Truppen in Dalmatien, die bis zum 1. Februar dauern wird.
- 2000: Einen Tag nach dem Sturz von Staatspräsident Jamil Mahuad durch das Militär und die Indigenenbewegung in Ecuador wird der bisherige Vizepräsident Gustavo Noboa von den Putschisten als Staatspräsident eingesetzt.
- 2002: Das deutsche Bundesministerium für Wirtschaft und Energie erlässt die Telekommunikations-Überwachungsverordnung, mit der die Abhörung von Telekommunikationsanlagen in Deutschland geregelt wird. Sie löst die Fernmeldeverkehr-Überwachungs-Verordnung von 1994 ab.

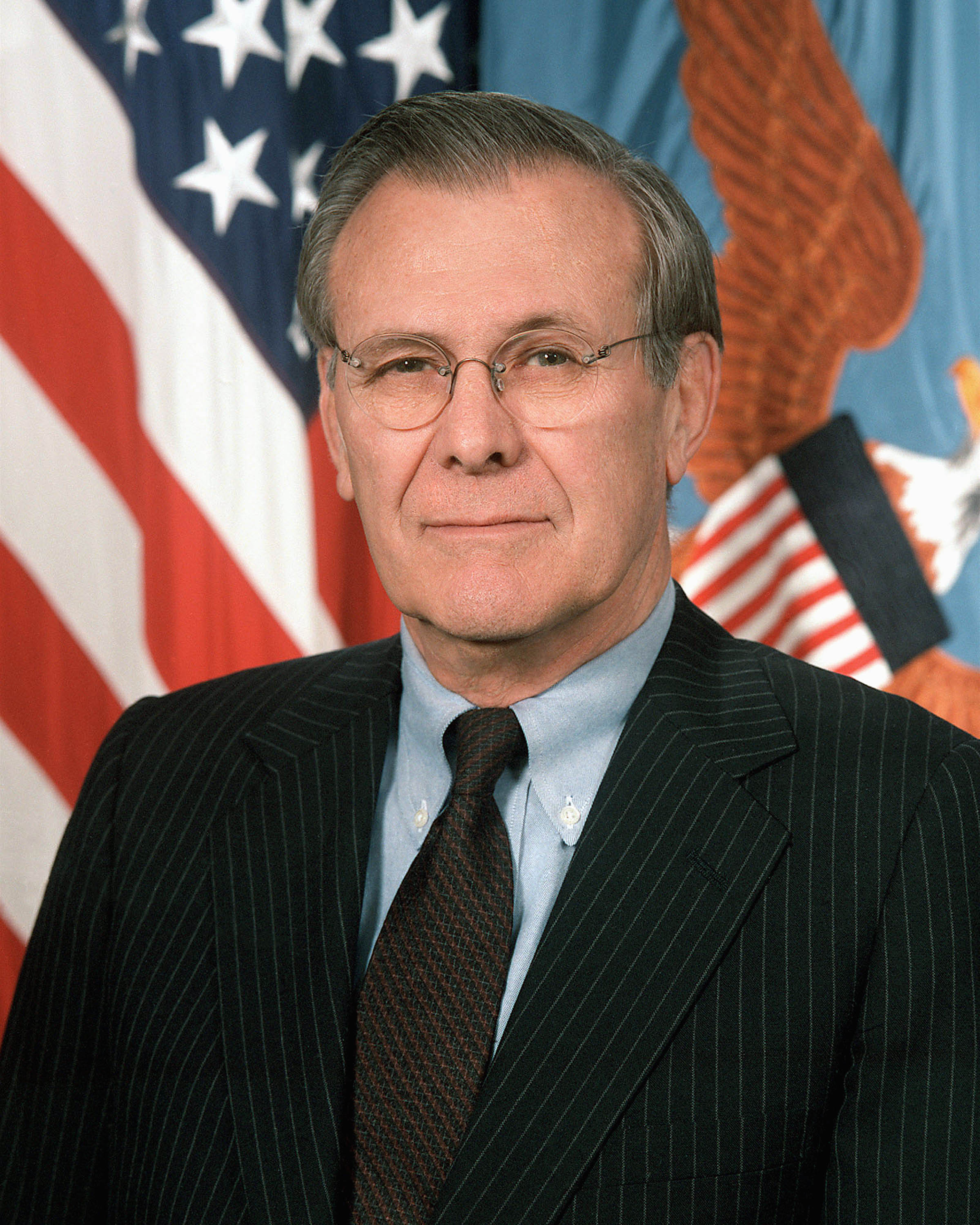
2003: Donald Rumsfeld

- 2003: US-Verteidigungsminister Donald Rumsfeld verwendet auf einer Pressekonferenz die Phrase Das alte Europa, die im selben Jahr in Deutschland zum Wort des Jahres gewählt wird.
- 2003: Bei den vorgezogenen niederländischen Parlamentswahlen gewinnt die christdemokratische Partei (CDA) von Ministerpräsident Jan Peter Balkenende.
- 2006: Der Konservative Aníbal Cavaco Silva gewinnt die Präsidentschaftswahlen in Portugal gegen mehrere linke Kandidaten, unter ihnen Mário Soares.
- 2006: In Bolivien wird mit Evo Morales erstmals ein Staatspräsident indigener Abstammung vereidigt.
- 2012: Bei einem Referendum in Kroatien stimmt eine deutliche Mehrheit für den EU-Beitritt des Landes.
- 2019: Die deutsche Bundeskanzlerin Angela Merkel und der französische Staatspräsident Emmanuel Macron unterzeichnen im Aachener Rathaus den neuen Deutsch-Französischen Freundschaftsvertrag, bekannt als Aachener Vertrag.

### Wirtschaft
- 1891: Der HAPAG-Schnelldampfer Augusta Victoria startet von Cuxhaven aus zur ersten luxuriösen Kreuzfahrt der Schifffahrtsgesellschaft.
- 1996: Der Mutterkonzern Daimler-Benz beendet die Verhandlungen mit Fokker, trennt sich von dem Unternehmen und besiegelt so dessen Insolvenz.

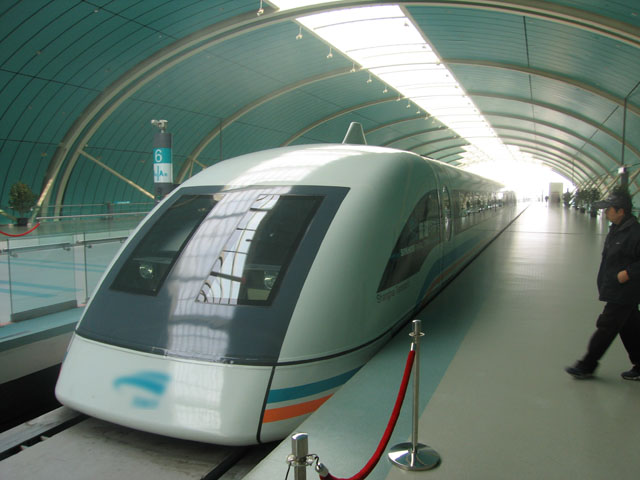
2001 vereinbart: Transrapid in Shanghai

- 2001: Deutschland und die Volksrepublik China unterzeichnen einen Vertrag zum Bau der Magnetschwebebahn Transrapid. Gebaut werden soll eine 200 Kilometer lange Bahnverbindung zwischen Shanghai und Hangzhou.
- 2002: Kmart, einer der größten Einzelhandelskonzerne der USA, beantragt Gläubigerschutz nach Kapitel 11 des US-Konkursrechts.

### Wissenschaft und Technik

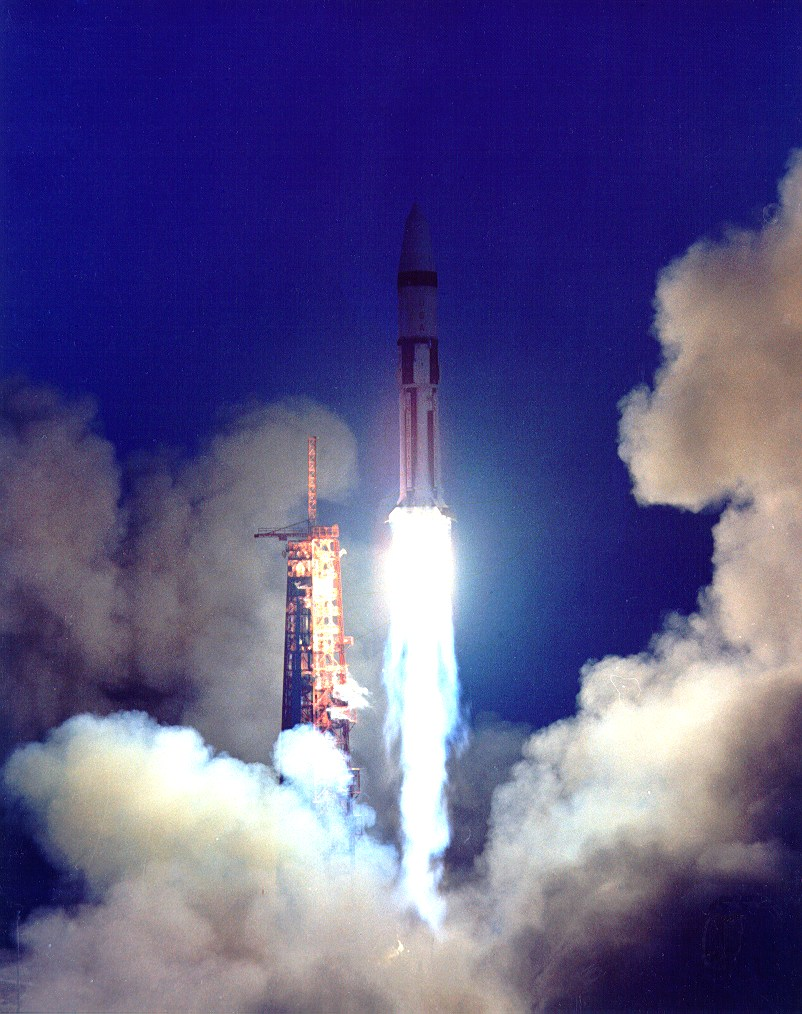
1968: Apollo 5 hebt zum Flug ab

- 1831: Charles Darwin gelingt sein Bachelor of Arts am Christ’s College (Cambridge) in Cambridge.
- 1968: Von Cape Canaveral Air Force Station startet Apollo 5 zu einem unbemannten Testflug in eine Erdumlaufbahn. Damit soll die Mondlandefähre erprobt werden.

### Kultur
- 1762: Das tragikomische Märchen Turandot von Carlo Gozzi hat seine Uraufführung am Teatro San Samuele in Venedig.
- 1773: Die Uraufführung der Oper Der Töpfer von Johann André findet in Hanau statt.
- 1816: Lord Byron vollendet seine Gedichte The Siege of Corinth und Parisina.
- 1900: An der Hofoper in Wien erfolgt die Uraufführung der Märchenoper Es war einmal … von Alexander von Zemlinsky.
- 1904: Die Oper Nal und Damajanti (Nal’ i Damajanti) von Anton Stepanowitsch Arenski wird am Bolschoi-Theater in Moskau uraufgeführt.

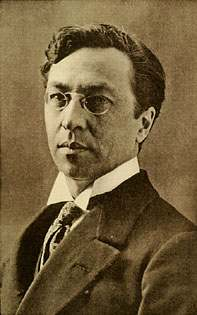
1909: Wassily Kandinsky

- 1909: Unter dem Vorsitz von Wassily Kandinsky gründen mehrere Maler die Neue Künstlervereinigung München.

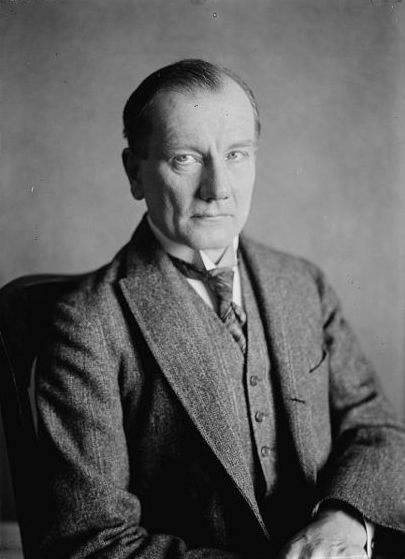
1913: Ernst von Dohnányi

- 1913: An der Hofoper in Dresden erfolgt die Uraufführung der komischen Oper Tante Simona von Ernst von Dohnányi.
- 1934: Die Oper Lady Macbeth von Mzensk (Леди Макбет Мценского уезда) von Dmitri Dmitrijewitsch Schostakowitsch wird mit überwältigendem Erfolg am Mariinski-Theater in Leningrad uraufgeführt. Bis zum 28. Januar 1936 feiert die Oper einen Erfolg nach dem anderen.
- 1938: In Princeton wird das Schauspiel Unsere kleine Stadt von Thornton Wilder uraufgeführt. Damit gelingt ihm der Durchbruch.
- 1945: Im Exil in Jerusalem starb die deutsche Dichterin Else Lasker-Schüler.
- 1953: Uraufführung des Dramas Hexenjagd von Arthur Miller in New York.
- 1954: Die Schaumburger Märchensänger stoßen unerwartet mit ihrer Interpretation des Liedes The Happy Wanderer (Mein Vater war ein Wandersmann) auf Platz zwei der britischen Single-Charts vor und behalten ihn 23 Wochen lang.
- 1979: In den Dritten Programmen der ARD wird die erste Folge der Fernsehserie Holocaust – Die Geschichte der Familie Weiss ausgestrahlt.

### Gesellschaft
- 1987: Der US-amerikanische Politiker Budd Dwyer tötet sich bei einer von ihm einberufenen Pressekonferenz einen Tag vor Urteilsverkündung in seinem Strafprozess vor laufender Kamera. Ihm drohte eine langjährige Haftstrafe.
- 1990: In den USA wird der Student Robert Tappan Morris schuldig gesprochen, 1988 den nach ihm benannten Computerwurm Morris freigesetzt zu haben.
- 2007: Der Prozess gegen den kanadischen Schweinezüchter und mutmaßlichen Serienmörder Robert Pickton beginnt.
- 2009: Die Droge Spice wird per Eilverfahren in Deutschland verboten.

### Religion

1276: Wappen von Innozenz V.

- 1276: Innozenz V. wird als Papst inthronisiert.

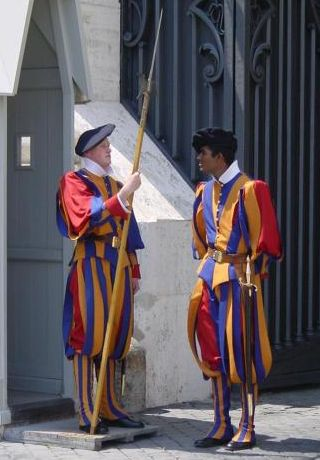
Seit 1506: Schweizergardisten

- 1506: Die ersten 150 Söldner der von Papst Julius II. gerufenen Schweizergarde treffen, geleitet von Peter von Hertenstein, im Vatikan ein.
- 1588: Mit der Apostolischen Konstitution Immensa Aeterni Dei setzt Papst Sixtus V. nach dem Konzil von Trient (1545–1563) neue Kongregationen ein und führt eine Umgliederung der vorhandenen Kongregationen durch. Eine dieser Kongregationen ist die Sacra Congregazione della Consulta, die schon seit 1559 gerichtliche und beratende Aufgaben für die Kurie wahrnimmt.

### Katastrophen
- 1873: Der britische Klipper Northfleet wird vor der Landzunge Dungeness an der Küste der englischen Grafschaft Kent von dem spanischen Dampfer Murillo gerammt und geht unter, wobei 293 Passagiere und Besatzungsmitglieder ums Leben kommen.
- 1906: Der amerikanische Passagierdampfer Valencia kollidiert bei schwerer See vor Vancouver Island mit einem Riff. Wegen der schlechten Wetterverhältnisse und der aufgewühlten See können Rettungsschiffe nichts für die Schiffbrüchigen tun. 136 Menschen kommen ums Leben. Es handelt sich um eines der schwersten Schiffsunglücke im pazifischen Nordwesten.
- 1973: Eine Boeing 707 der Royal Jordanian (im Auftrag der Nigerian Airlines) verunglückt in Kano auf dem Rückweg von Mekka (Saudi-Arabien) mit 193 Pilgern und 9 Besatzungsmitgliedern an Bord. 176 der 202 Insassen sterben.

Kleinere Unglücksfälle sind in den Unterartikeln von Katastrophe und in der Liste von Katastrophen aufgeführt.

### Sport
- 1973: George Foreman gewinnt seinen Boxkampf und Weltmeistertitel im Schwergewicht gegen den bis dahin unbesiegten Joe Frazier im National Stadium, Kingston, Jamaika, durch technischen K. o.
- 1988: Mike Tyson gewinnt seinen Boxkampf und Weltmeistertitel im Schwergewicht gegen Larry Holmes in der Convention Hall, Atlantic City, New Jersey, durch technischen K. o.
- 2005: Im Melbourne Park bei den Australian Open wird mit 60.669 Zuschauern der Besucherrekord für ein Grand-Slam-Turnier aufgestellt.
- 2006: Kobe Bryant erzielt mit 81 Punkten im Spiel gegen die Toronto Raptors die zweitbeste Offensivleistung in der Geschichte der NBA.
- 2006: Die deutschen Biathletinnen erringen in einem Weltcup-Rennen einen Dreifacherfolg: Martina Glagow holt beim 12,5-km-Massenstart-Rennen von Antholz ihren zweiten Saisonsieg. Platz 2 und 3 belegen Andrea Henkel und Uschi Disl.

Einträge von Leichtathletik-Weltrekorden befinden sich unter der jeweiligen Disziplin unter Leichtathletik.

## Geboren

### Vor dem 18. Jahrhundert

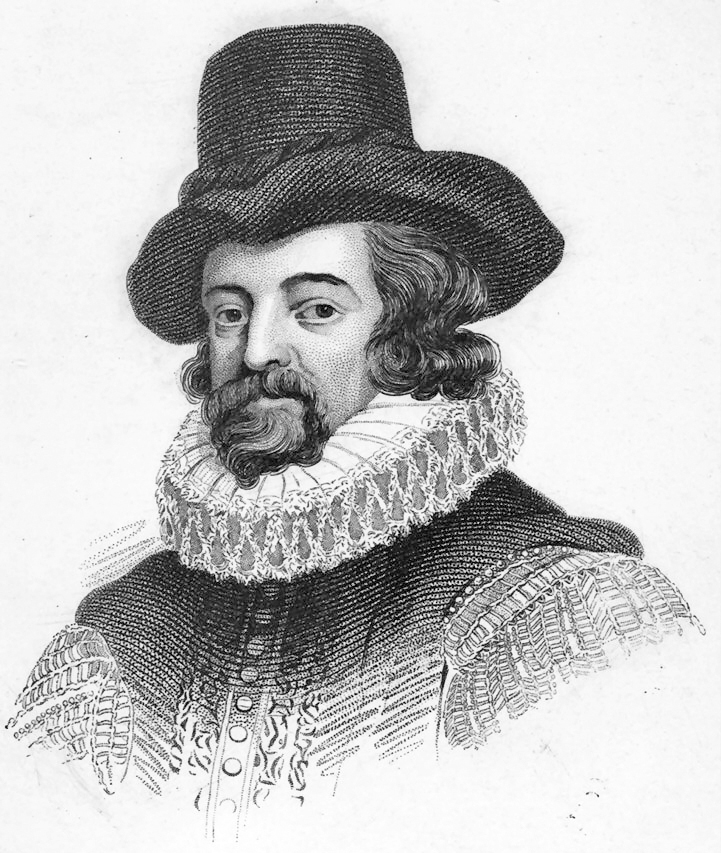
Francis Bacon (* 1561)

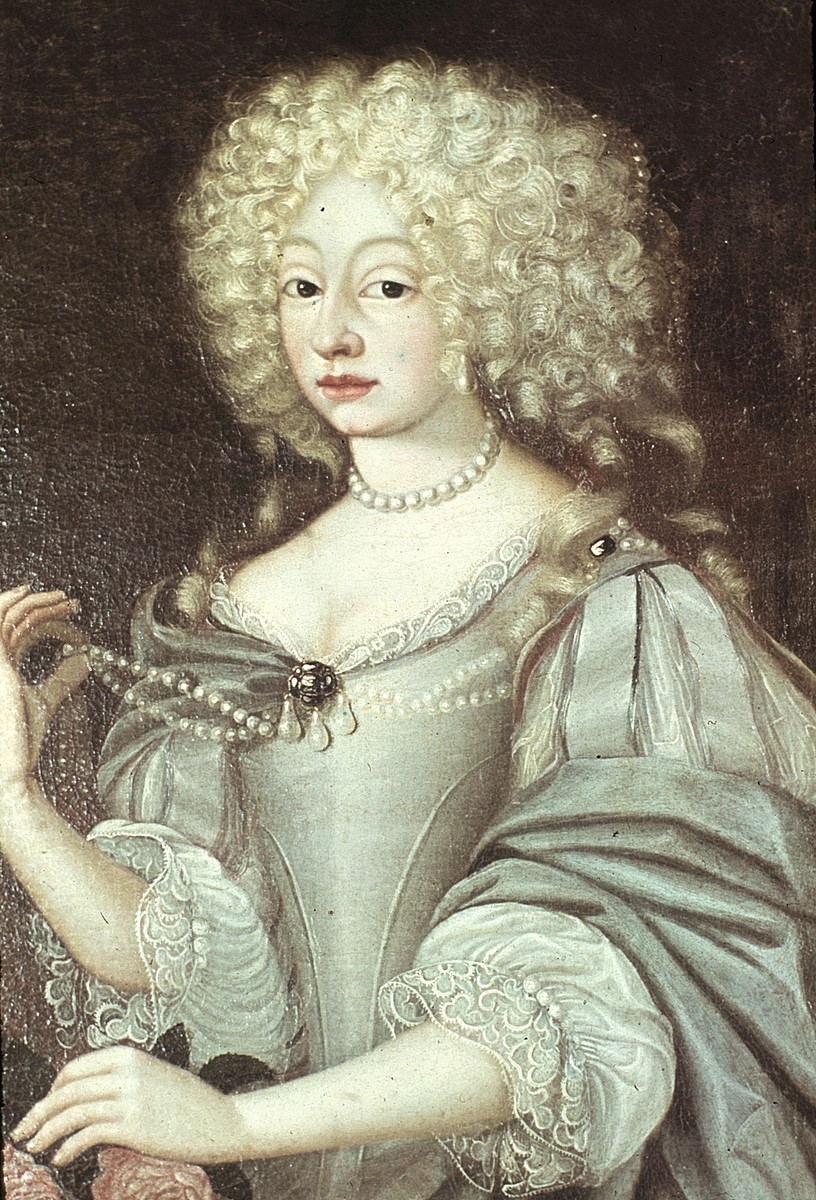
Dorothea Maria von Sachsen-Gotha-Altenburg (* 1674)

- 1263: Ibn Taimīya, islamischer Theologe und Rechtsgelehrter
- 1355: Wilhelm II., Graf von Namur
- 1397: Louis de Valois, duc de Guyenne, französischer Thronfolger, Dauphin von Vienne
- 1440: Iwan III., Großfürst von ganz Russland
- 1492: Beatrix von Baden, Markgräfin von Baden
- 1504: Pelbart von Temeswar, ungarischer Franziskaner, Prediger und Autor von umfangreichen Bibelkommentaren und Predigtsammlungen
- 1516: Agostino Barbarigo, venezianischer Generalkapitän
- 1536: Philibert von Baden, Markgraf, Regent der Markgrafschaft Baden-Baden
- 1543: Hartmann Pistoris, Rechtswissenschaftler und Geheimer Rat der sächsischen Kurfürsten
- 1547: Karl II., erster Graf von Hohenzollern-Sigmaringen
- 1561: Francis Bacon, englischer Philosoph, Staatsmann, Autor und als Wissenschaftler Wegbereiter des Empirismus
- 1572: John Donne, englischer Schriftsteller
- 1575: Louis III. de Lorraine-Guise, Erzbischof von Reims und Kardinal
- 1592: Philipp Alegambe, Jesuit und Historiker
- 1592: Pierre Gassendi, französischer Philosoph, Theologe, Mathematiker, Astronom und Physiker
- 1668: Jacob Friedrich Reimmann, deutscher Theologe, Philosoph und Historiker
- 1674: Dorothea Maria von Sachsen-Gotha-Altenburg, Herzogin von Sachsen-Meiningen
- 1683: Christian Löber, deutscher evangelischer Geistlicher
- 1687: Johann Bernhard Wiedeburg, deutscher Mathematiker und Astronom
- 1690: Nicolas Lancret, französischer Maler
- 1692: Isabelle Charlotte von Nassau-Dietz, Fürstin von Nassau-Dillenburg
- 1699: Joseph Ignaz Philipp von Hessen-Darmstadt, Fürstbischof von Augsburg

### 18. Jahrhundert

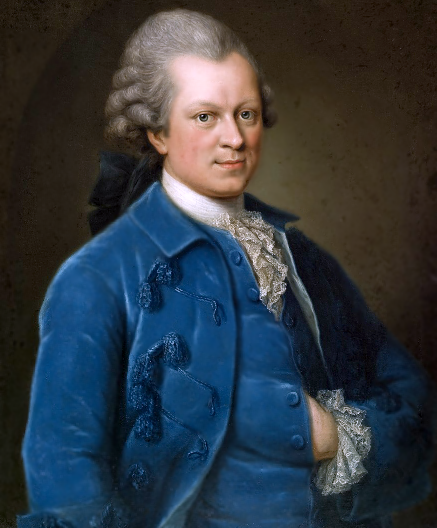
Gotthold Ephraim Lessing (* 1729)

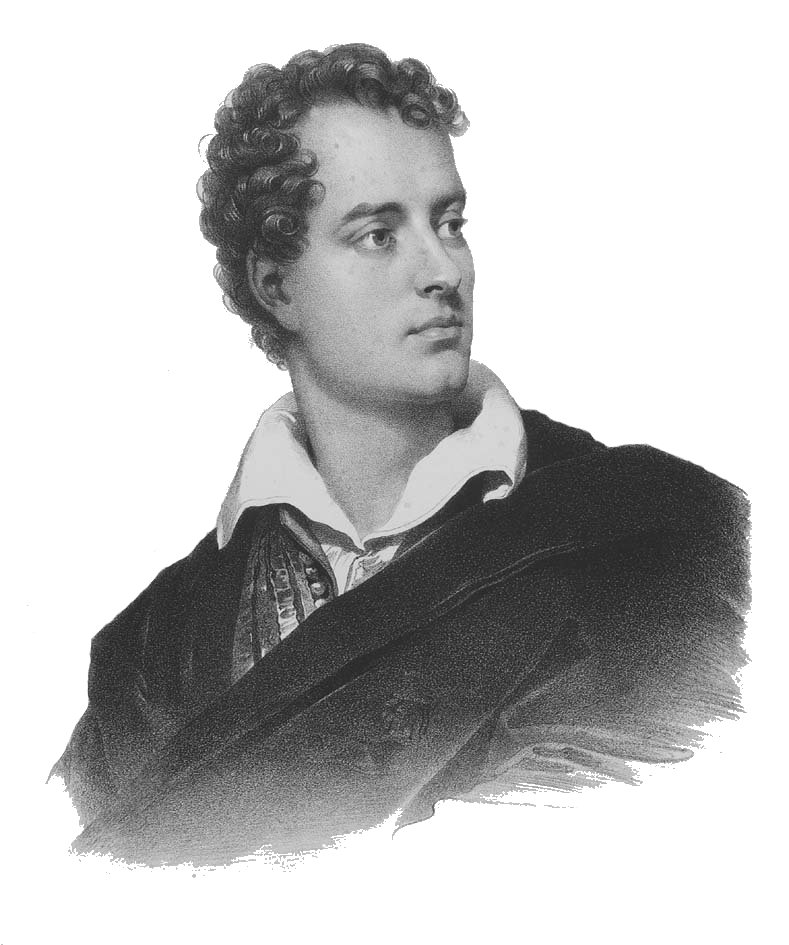
George Gordon Byron (* 1788)

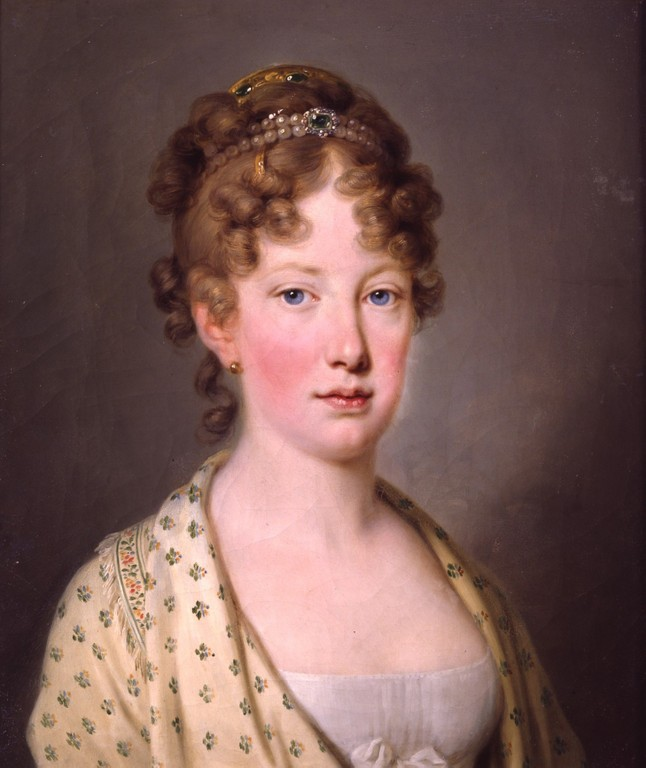
Maria Leopoldine von Österreich (* 1797)

- 1707: Jean Esprit Isnard, französischer Dominikaner und Orgelbauer
- 1709: Joseph Riepel, deutscher Musiktheoretiker, Violinist und Komponist
- 1710: Hans von Ahlefeldt, deutscher Geheimrat und Amtmann
- 1710: Jean Nicolas Jadot de Ville-Issey, lothringischer Architekt
- 1711: Johann Philipp Fabrizius, deutscher evangelischer Missionar, lutherischer Pastor und Bibelübersetzer
- 1724: Heinrich XXIV., Graf Reuß zu Ebersdorf
- 1729: Gotthold Ephraim Lessing, deutscher Dichter der Aufklärung
- 1733: Philipp Carteret, britischer Seefahrer und Entdecker
- 1735: Elise Reimarus, deutsche Schriftstellerin, Pädagogin, Übersetzerin und Salonnière
- 1746: Ferdinand Attems, österreichischer Politiker
- 1755: Carl Ernst Christoph Hess, deutscher Kupferstecher und Maler
- 1756: Vincenzo Righini, italienischer Komponist
- 1757: Christian Daniel Beck, deutscher Philologe
- 1758: Andrea Amoretti, italienischer Kupferstecher und Drucker
- 1761: Georg Nikolaus Nissen, dänischer Diplomat und Biograph W. A. Mozarts
- 1763: Johann Gabriel von Chasteler, österreichischer General
- 1767: Johann Friedrich Pierer, deutscher Mediziner und Lexikograf
- 1770: Karl Ferdinand Friedrich von Nagler, deutscher Jurist, Generalpostdirektor des Norddeutschen Bundes
- 1771: James Fenner, US-amerikanischer Politiker
- 1773: René Charles Guilbert de Pixérécourt, französischer Theaterautor
- 1777: Joseph Hume, britischer Politiker
- 1781: François-Antoine Habeneck, französischer Violinist und Komponist
- 1785: Johann Peter Bachem, deutscher Verleger
- 1788: George Gordon Byron, britischer Dichter, Enkel von John Byron, Teilnehmer am Freiheitskampf der Griechen
- 1791: Paul von Haugwitz, preußischer Soldat, Landrat, Gutsbesitzer und Schriftsteller
- 1796: Karl Ernst Claus, deutsch-russischer Chemiker und Entdecker des Rutheniums
- 1797: Maria Leopoldine von Österreich, Erzherzogin von Österreich, Königin von Portugal und Kaiserin von Brasilien
- 1800: Christoph Merian, Schweizer Großgrundbesitzer, Rentier und Stiftungsgründer
- 1800: Carlo d’Arco, italienischer Kunsthistoriker, Maler und Nationalökonom

### 19. Jahrhundert

#### 1801–1850
- 1806: Antonio Caccia der Ältere, Schweizer Schriftsteller
- 1811: Gottfried Neureuther, deutscher Architekt und Hochschullehrer
- 1814: Eduard Zeller, deutscher Theologe und Philosoph
- 1815: Theophan Goworow, russischer Bischof
- 1815: Karl Volkmar Stoy, deutscher Pädagoge
- 1817: Eugen Adam, deutscher Schlachtenmaler
- 1817: Johann Caspar Harkort VI., Pionier des deutschen Großbrückenbaus
- 1820: Hermann Lingg, deutscher Dichter
- 1824: Heinrich Friedrich Otto Abel, deutscher Historiker
- 1824: Josef Leopold Zvonař, tschechischer Komponist
- 1825: Jakob Hasler, Schweizer Jurist und liberaler Politiker
- 1828ː Dora d’Istria, rumänisch-albanische Schriftstellerin
- 1830: Carl Gustav Adolf Siegfried, deutscher evangelischer Theologe
- 1833: Edmond Carré, französischer Fabrikant von Lichtbogenkohlen
- 1838: Adele Passy-Cornet, deutsche Opernsängerin (Sopran)
- 1840: Adolphe Deslandres, französischer Komponist und Organist
- 1842: Henri Maréchal, französischer Komponist

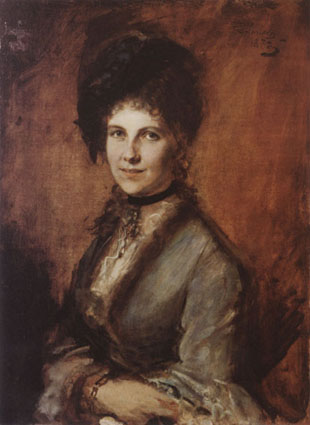
Marie von Schleinitz (* 1842)

- 1842: Marie von Schleinitz, preußisch-österreichische Salonière in Berlin, Mäzenatin von Richard Wagner
- 1842: Guido von Sommaruga, österreichischer Rechtsanwalt und Parlamentarier
- 1843: Friedrich Blass, deutscher Altphilologe
- 1843: Heinrich Theodor Schmidt, deutscher Architekt
- 1843: Ludwig Winter, deutscher Architekt
- 1845: Jacob Verdam, niederländischer Niederlandist
- 1846: Oscar Oldberg, US-amerikanischer Pharmakologe
- 1848: Wilhelm Kohl, deutscher Apotheker und Limes-Forscher
- 1849: August Strindberg, schwedischer Schriftsteller und Dramatiker
- 1850: Karl Litzmann, deutscher General

#### 1851–1900
- 1852: Joshua W. Alexander, US-amerikanischer Politiker
- 1853: Francis Hagerup, norwegischer Politiker, Jurist und Diplomat
- 1855: Ernst Kullak, deutscher Pianist und Komponist
- 1855: Albert Neisser, deutscher Dermatologe
- 1856: Martha Nopitsch, deutsche Malerin
- 1857ː Doris am Ende, deutsche Landschaftsmalerin und Grafikerin, Mitbegründerin des Ortsverbandes Dresdner Künstlerinnen
- 1858: Frederick Lugard, 1. Baron Lugard, britischer Entdecker und Kolonialbeamter
- 1858: Beatrice Webb, britische Sozialistin und Sozialreformerin
- 1859: Paul Gilbert, deutscher Richter, Kommunalpolitiker, Heimatforscher, Vereins- und Verbandsfunktionär
- 1860: Aennchen Schumacher, deutsche Gastronomin, Sammlerin studentischen Liedguts (Ännchen-Liederbuch)
- 1861: Karel Stecker, tschechischer Musiktheoretiker und -pädagoge, Organist und Komponist
- 1865: Jean Paul Ertel, deutscher Komponist
- 1865: Friedrich Paschen, deutscher Physiker

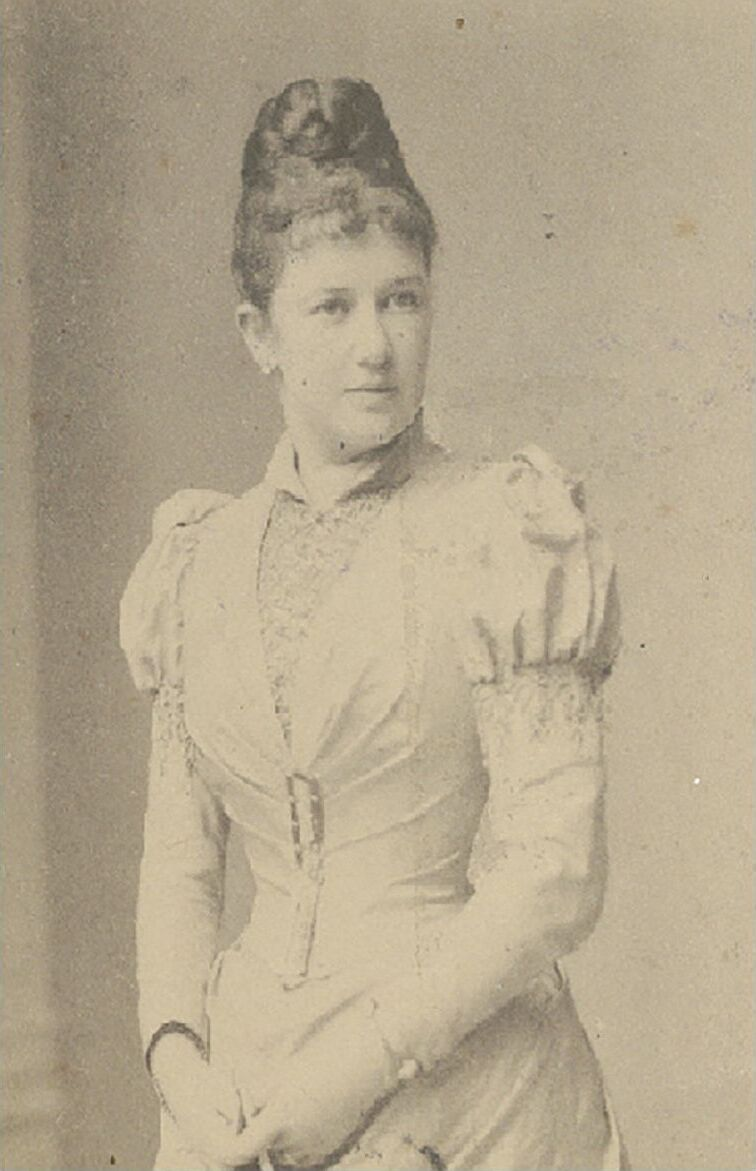
Gisela Januszewska (* 1867)

- 1867: Gisela Januszewska, österreichische Ärztin, Opfer der Shoa
- 1868: Otto Stählin, deutscher Altphilologe
- 1869: Isidor Klimont, österreichischer Chemiker und Hochschullehrer
- 1870: Charles Tournemire, französischer Komponist
- 1874: Vincenzo Lapuma, italienischer Priester und Kurienkardinal
- 1874: Wincenty Witos, polnischer Politiker
- 1875: D. W. Griffith, US-amerikanischer Schauspieler, Regisseur und Filmproduzent
- 1877: Hjalmar Schacht, deutscher Politiker, Minister und Reichsbankpräsident
- 1879: Francis Picabia, französischer Maler und Grafiker
- 1880: Frigyes Riesz, ungarischer Mathematiker
- 1881: Sigismund Freyer, deutscher Springreiter und Offizier
- 1882: Ernesto Drangosch, argentinischer Komponist und Pianist
- 1882: Karl Ettlinger, deutscher Journalist, Schriftsteller und Humorist
- 1884: Helena Johnová, tschechische Keramikerin und Bildhauerin

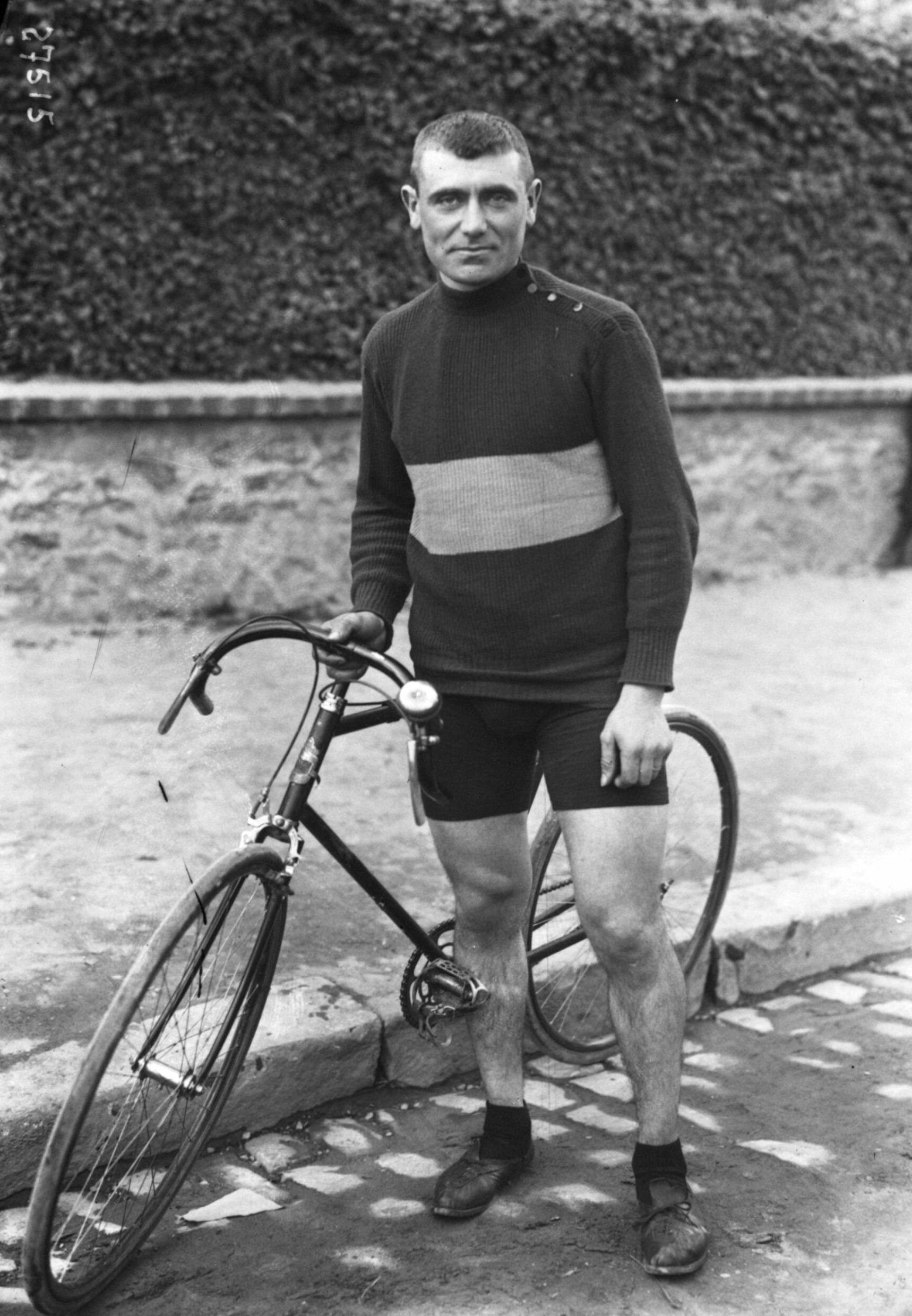
Eugéne Christophe (* 1885)

- 1885: Eugène Christophe, französischer Radrennfahrer
- 1885: Karl Grune, österreichischer Filmregisseur
- 1886: John J. Becker, US-amerikanischer Komponist
- 1886: Oskar Jellinek, österreichischer Schriftsteller
- 1887: Franz Klebusch, deutscher Schauspieler
- 1888: Willy Moog, deutscher Philosoph
- 1889: Willi Baumeister, deutscher Maler
- 1889: Harry Hawker, australischer Luftfahrtpionier
- 1889: Guido Kisch, tschechisch-deutscher Jurist und Rechtshistoriker
- 1889: Henri Pélissier, französischer Radrennfahrer
- 1889: Hermann Troppenz, deutscher Politiker, MdB
- 1891: Antonio Gramsci, italienischer Schriftsteller, Politiker und Philosoph
- 1892: Marcel Dassault, französischer Luftfahrtunternehmer
- 1893: Conrad Veidt, deutscher Schauspieler
- 1894: Heinz Heck, deutscher Biologe und Zoodirektor in München
- 1894: Timofei Wassiljewitsch Prochorow, russischer Eremit in München
- 1896: Helmut Berve, deutscher Althistoriker
- 1896: Norman Thomas Gilroy, australischer Telegrafist, Erzbischof von Sydney und erster australischer Kardinal
- 1897: Arthur Greiser, deutscher Politiker der NS-Zeit, Kriegsverbrecher
- 1897: Efraín Orozco, kolumbianischer Komponist, Dirigent und Instrumentalist
- 1897: Francis Picabia, französischer Maler und Grafiker
- 1897: Rosa Ponselle, US-amerikanische Opernsängerin
- 1898: Sergei Michailowitsch Eisenstein, sowjetischer Regisseur
- 1898: Ferdinand Kramer, deutscher Architekt
- 1900: Ernst Busch, deutscher Sänger, Kabarettist, Schauspieler und Regisseur
- 1900: Juan Tizol, puerto-ricanischer Jazzposaunist und Komponist

### 20. Jahrhundert

#### 1901–1925

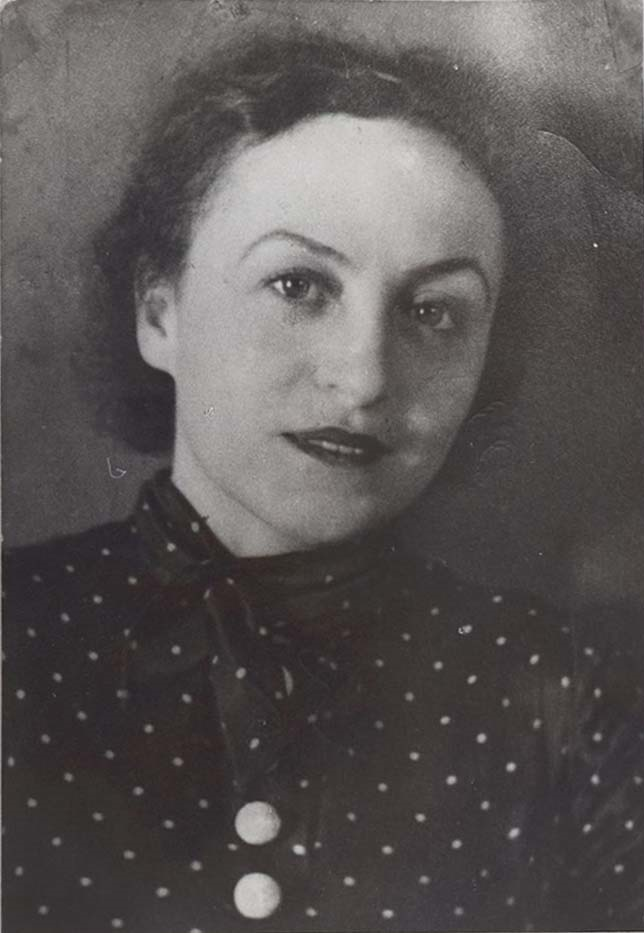
Verdina Shlonsky (* 1905)

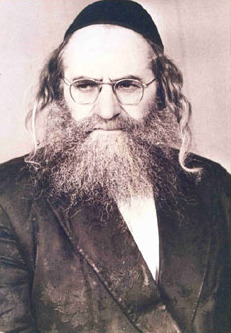
Baruch Ashlag (* 1907)

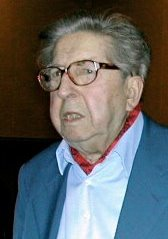
Henri Dutilleux (* 1916)

- 1901: Hans Erich Apostel, deutscher Komponist und Vertreter der Zweiten Wiener Schule
- 1901: Ken G. Hall, australischer Filmproduzent, -regisseur und Drehbuchautor
- 1902: Walter Kolb, deutscher Politiker
- 1902: Edvard Fendler, deutscher Dirigent
- 1903: Friedrich Georg Houtermans, deutscher Physiker
- 1903: Helmut Rüdiger, deutscher Autor, Publizist, Anarchosyndikalist
- 1904: Sigurd Anderson, US-amerikanischer Politiker
- 1904: George Balanchine, russischer Choreograph, Gründer des American Ballet
- 1904: Arkadi Petrowitsch Gaidar, russischer Jugendschriftsteller
- 1905: Karola Bloch, polnisch-deutsche Architektin und Publizistin
- 1905: Verdina Shlonsky, ukrainisch-israelische Komponistin und Pianistin
- 1906: Robert E. Howard, US-amerikanischer Fantasy-Schriftsteller
- 1906: Gusztáv Sebes, ungarischer Fußballspieler und -trainer
- 1907: Baruch Ashlag, polnischer Kabbalist
- 1907: Dixie Dean, englischer Fußballspieler
- 1908: Kåre Hatten, norwegischer Skilangläufer
- 1908: Lew Dawidowitsch Landau, russischer Physiker
- 1908: Hammie Nixon, US-amerikanischer Blues-Musiker
- 1908: Gerhardt Preuschen, deutscher Agrarwissenschaftler
- 1909: U Thant, birmanischer Politiker, dritter UN-Generalsekretär
- 1911: Bruno Kreisky, österreichischer Politiker und Bundeskanzler
- 1911: Mary Hayley Bell, britische Dramatikerin
- 1911: Roberto García Morillo, argentinischer Komponist
- 1912: Francisco Cabañas, mexikanischer Boxer
- 1912: Bjørn Ploug, dänischer Schauspieler
- 1913: William Conway, britischer Geistlicher Erzbischof von Armagh in Nordirland und Kardinal
- 1914: Emmy Loose, österreichische Opernsängerin (Sopran)
- 1915: Heinrich Albertz, deutscher Theologe und Politiker, Landesminister, regierender Bürgermeister von Berlin
- 1915: Jacques Rossel, Schweizer evangelischer Geistlicher
- 1916: Henri Dutilleux, französischer Komponist
- 1916: Riza Lushta, albanischer Fußballspieler
- 1917: Rainer Brambach, Schweizer Schriftsteller
- 1917: Casimir Johannes Prinz zu Sayn-Wittgenstein-Berleburg, deutscher Unternehmer und Politiker, MdEP
- 1917: Peter Steiner, Schweizer Musiker und Werbefigur
- 1918: Bruno Zevi, italienischer Architekt, Autor und Professor
- 1918: Friedrich Auffarth, deutscher Jurist, Vizepräsident am Bundesarbeitsgericht
- 1919: Sid Ramin, US-amerikanischer Orchestrator, Arrangeur und Komponist
- 1919: Victor Futter, US-amerikanischer Anwalt und Professor
- 1920: Richard J. C. Atkinson, britischer Prähistoriker
- 1920: Chiara Lubich, italienische Gründerin der ökumenischen Fokolar-Bewegung

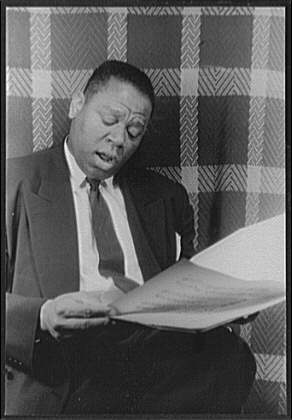
William Warfield (* 1920)

- 1920: William Warfield, US-amerikanischer Sänger (Bassbariton)
- 1920: Alf Ramsey, englischer Fußballspieler und -trainer
- 1921: Arno Babadschanjan, armenischer Komponist
- 1921: Krzysztof Kamil Baczyński, polnischer Dichter
- 1922: Walter Ableiter, deutscher Politiker
- 1922: Arciso Artesiani, italienischer Motorradrennfahrer
- 1922: Eugen Böhringer, deutscher Rennfahrer und Rallyefahrer
- 1922: José Luis Caballero, mexikanischer Sänger
- 1922: Aurèle Nicolet, Schweizer Flötist
- 1922: Sylvia Rexach, puerto-ricanische Sängerin, Komponistin und Songwriterin
- 1923: Justinas Bašinskas, litauischer Komponist
- 1923: Fritz Deumlich, deutscher Geodät
- 1923: Susanne von Paczensky, deutsche Journalistin und Sachbuchautorin
- 1924: J. J. Johnson, US-amerikanischer Jazz-Musiker
- 1924: Ján Chryzostom Korec, slowakischer Jesuit, Bischof von Nitra und Kardinal
- 1924: Ortvin Sarapu, neuseeländischer Schachspieler
- 1925: Imre Hollai, ungarischer Politiker
- 1925ː Eva Klein, ungarisch-schwedische Medizinerin und Krebsforscherin

#### 1926–1950
- 1926: Hubert Aratym, österreichischer Maler
- 1927: Lou Creekmur, US-amerikanischer American-Football-Spieler
- 1927: Joe Perry, US-amerikanischer American-Football-Spieler
- 1928: Francis Boisson, monegassischer Sportschütze und Sportfunktionär
- 1928: Gerhard Wind, deutscher Maler und Grafiker
- 1929: Max Peter Ammann, Schweizer Filmregisseur
- 1929: Antonio Braga, italienischer Komponist und Musikpädagoge
- 1929: Tomcat Courtney, US-amerikanischer Bluesmusiker
- 1929: Petr Eben, tschechischer Komponist
- 1929: Jean Wilhelm, Schweizer Politiker
- 1930: Hildegard Goss-Mayr, österreichische Friedensaktivistin und Schriftstellerin
- 1930: Elisabeth Schnell, Schweizer Schauspielerin und Radiomoderatorin
- 1930: Ben Steinberg, kanadischer Komponist, Dirigent, Organist und Musikpädagoge
- 1931: Mary Castle, US-amerikanische Schauspielerin
- 1931: Sam Cooke, US-amerikanischer Sänger
- 1931: Wigand Freiherr von Salmuth, deutscher Unternehmer
- 1932: Mancur Olson, US-amerikanischer Wirtschafts- und Sozialwissenschaftler

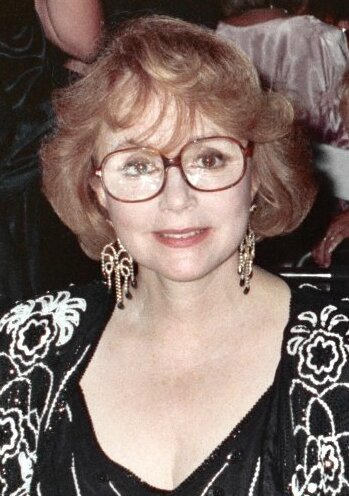
Piper Laurie (* 1932)

- 1932: Piper Laurie, US-amerikanische Schauspielerin
- 1933: Hans-Jürgen Hinrichs, deutscher Handballspieler und Sportfunktionär
- 1934: Vijay Anand, indischer Filmregisseur
- 1934: Bill Bixby, US-amerikanischer Schauspieler
- 1934: Charlotte Furth, US-amerikanische Historikerin
- 1935: Alexander Wladimirowitsch Men, russischer Geistlicher und Dissident
- 1935: Walentina Illarionowna Talysina, russische Schauspielerin
- 1936: Vartan Achkarian, armenisch-katholischer Weihbischof
- 1936: Alan J. Heeger, US-amerikanischer Chemiker und Physiker
- 1936: Peter Steen, dänischer Schauspieler
- 1937: Sayed Mersal, ägyptischer Boxer
- 1938: Peter Beard, US-amerikanischer Fotograf
- 1938: Hans Otto Thiele, deutscher Jurist
- 1939: Alfredo Palacio, ecuadorianischer Kardiologe, Staatspräsident
- 1939: Krzysztof Zarębski, polnischer Performancekünstler, Maler und Bildhauer
- 1940: Karin Anselm, deutsche Film- und Theaterschauspielerin
- 1940: Rolf Attenhofer, schweizerischer Kleinkünstler

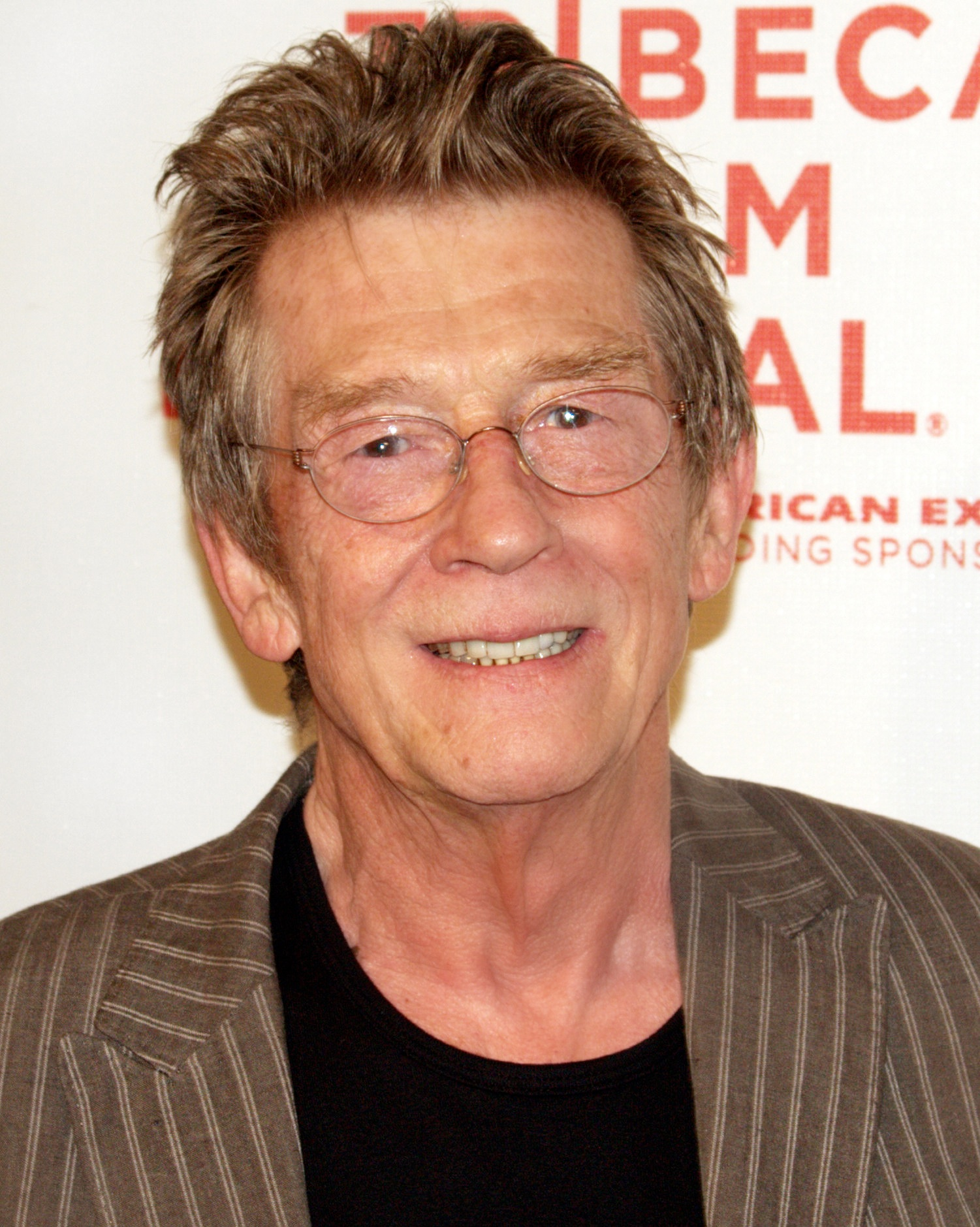
John Hurt (* 1940)

- 1940: John Hurt, britischer Schauspieler
- 1940: Tilo Medek, deutscher Komponist
- 1940: George Seifert, US-amerikanischer American-Football-Trainer
- 1940: Helmut Thaler, österreichischer Rennrodler
- 1940: Eberhard Weber, deutscher Bassist und Komponist
- 1942: Anke Hartnagel, deutsche Politikerin und MdB
- 1942: Jaime Humberto Hermosillo, mexikanischer Filmregisseur
- 1942: Walter Pass, österreichischer Musikwissenschaftler
- 1943: Maarten Altena, niederländischer Komponist und Kontrabassist
- 1943: Wilhelm Genazino, deutscher Schriftsteller
- 1943: Didier Malherbe, französischer Jazzmusiker
- 1943: Marília Pêra, brasilianische Schauspielerin
- 1943: Michał Urbaniak, polnischer Jazz-Musiker
- 1944: Jürgen W. Falter, deutscher Politikwissenschaftler
- 1944: Carl Friedrich Gethmann, deutscher Philosoph
- 1944ː Pamela Salem, britische Schauspielerin
- 1944: Angela Winkler, deutsche Schauspielerin
- 1945: Jean-Pierre Nicolas, französischer Rallyefahrer
- 1945: Alojz Uran, slowenischer Geistlicher, Erzbischof von Ljubljana
- 1945: Christoph Schönborn, tschechisch-österreichischer Erzbischof von Wien und Kardinal
- 1946: Malcolm McLaren, britischer Künstler
- 1947: Vincenzo Apicella, italienischer Bischof
- 1947: Vladimir Oravsky, schwedischer Schriftsteller und Dramatiker

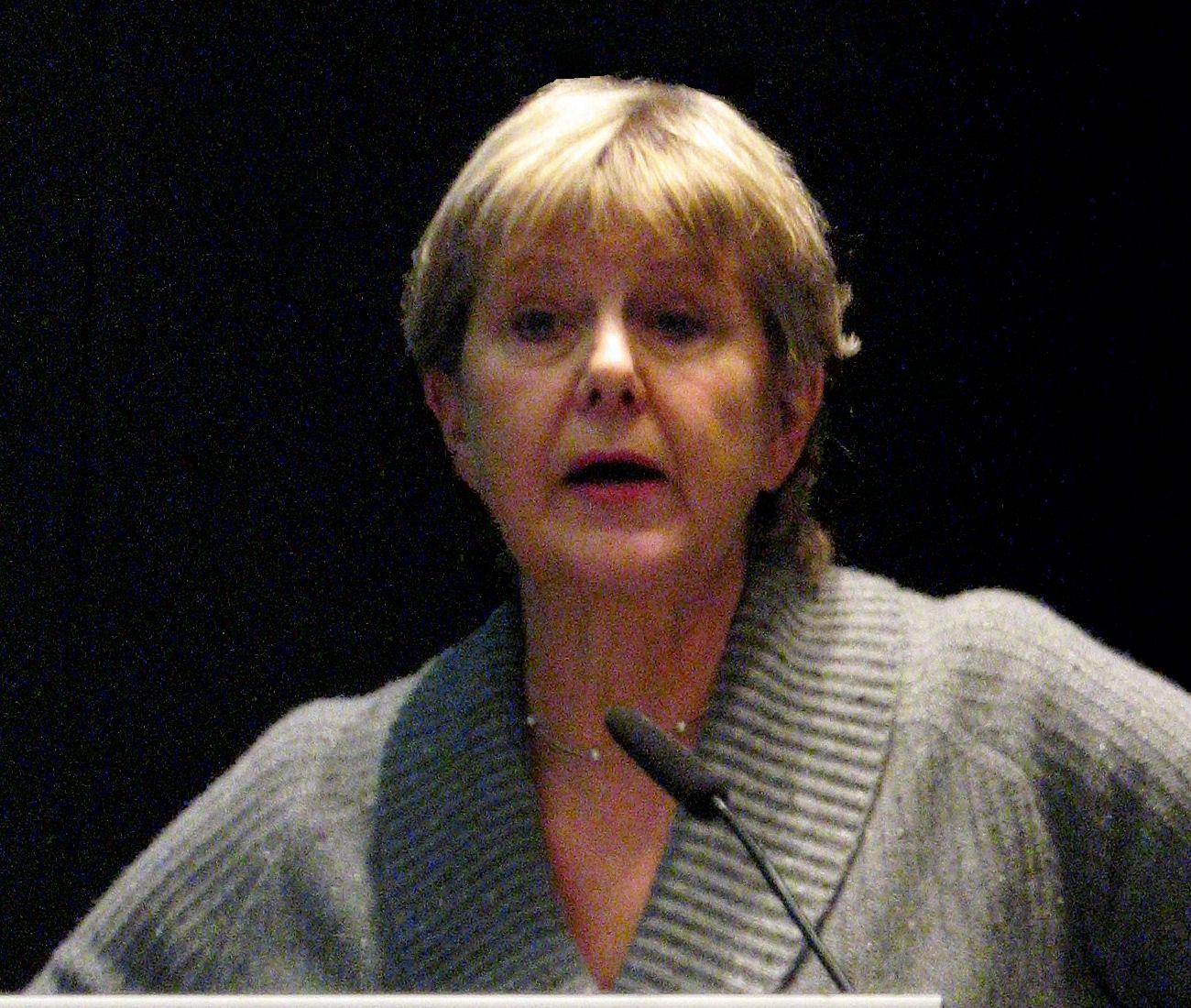
Marianne Birthler (* 1948)

- 1948: Marianne Birthler, deutsche Politikerin, MdL, Landesministerin, Bundesbeauftragte der Stasi-Unterlagenbehörde
- 1948: Mick Grabham, britischer Rock- und Blues-Gitarrist
- 1948: Fabio Mussi, italienischer Politiker
- 1949: Joseph Hill, jamaikanischer Sänger, Gitarrist und Songschreiber
- 1949: Steve Perry, US-amerikanischer Sänger
- 1949: Jadwiga Wilejto, polnische Bogenschützin
- 1950: Paul Bew, Baron Bew, nordirischer Historiker und Politiker
- 1950: Werner Schulz, deutscher Politiker, MdB, MdEP

#### 1951–1975

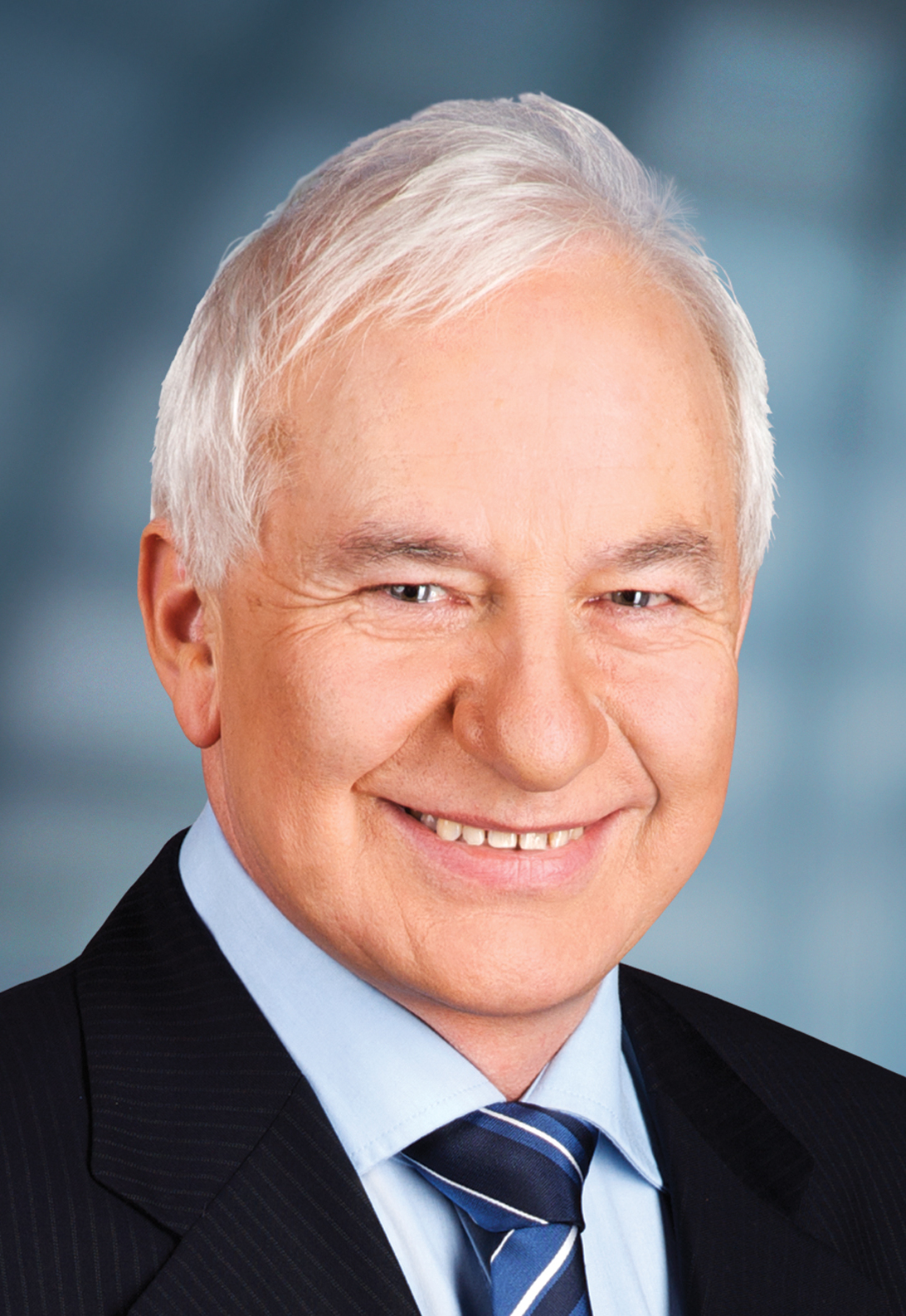
Cajus Julius Caesar (* 1951)

- 1951: Cajus Julius Caesar, deutscher Politiker, MdB
- 1951: David Graham, britischer Komponist und Musikpädagoge
- 1951: Ondrej Nepela, slowakischer Eiskunstläufer und -trainer
- 1952: Aloys Wobben, deutscher Elektroingenieur, Pionier im Bereich Windenergie
- 1953: Winfried Berkemeier, deutscher Fußballspieler
- 1953: Steve Chabot, US-amerikanischer Politiker
- 1953: Chung Myung-whun, südkoreanischer Dirigent und Pianist
- 1953: Jim Jarmusch, US-amerikanischer Regisseur, Schauspieler und Produzent
- 1954: Bernd Heynemann, deutscher Fußballschiedsrichter und Politiker, MdB
- 1954: Peter Pilz, österreichischer Politiker
- 1954: Bernd Schneidmüller, deutscher Historiker für mittelalterliche Geschichte
- 1954: Hartwig von Schubert, deutscher Theologe
- 1955: Danas Arlauskas, litauischer Manager
- 1955: Christoph Asendorf, deutscher Kunstwissenschaftler
- 1955: Neil Bush, US-amerikanischer Geschäftsmann, Sohn des US-Präsidenten George H. W. Bush
- 1955: Sonja Morgenstern, deutsche Eiskunstläuferin und -trainerin
- 1956: Yves Angelo, französischer Kameramann, Regisseur und Drehbuchautor
- 1956: Steve Riley, US-amerikanischer Musiker
- 1956: Marianne Weber, deutsche Ruderin

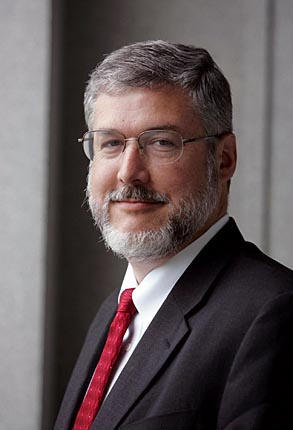
David S. Addington (* 1957)

- 1957: David S. Addington, US-amerikanischer Jurist und Regierungsbeamter
- 1957: Mike Bossy, kanadischer Eishockeyspieler
- 1957: Michel Cusson, kanadischer Komponist
- 1957: Andrzej Udalski, polnischer Astrophysiker und Astronom
- 1958: Nikolaos Anastopoulos, griechischer Fußballspieler und -trainer
- 1958: Mark Mitten, US-amerikanischer Filmproduzent
- 1958: Butz Peters, deutscher Jurist und Fernsehmoderator
- 1959: Linda Blair, US-amerikanische Schauspielerin
- 1959: Urs Meier, Schweizer Fußballschiedsrichter
- 1959: Loretta Wollenberg, deutsche Schauspielerin und Regisseurin
- 1960: Michael Hutchence, australischer Rocksänger (INXS)
- 1960: Márkos Kyprianoú, zypriotischer Politiker, EU-Kommissar
- 1961: Narine Antonyan, armenische Tischtennisspielerin
- 1961: Randy Larsen, US-amerikanischer Philosoph und Hörfunkproduzent

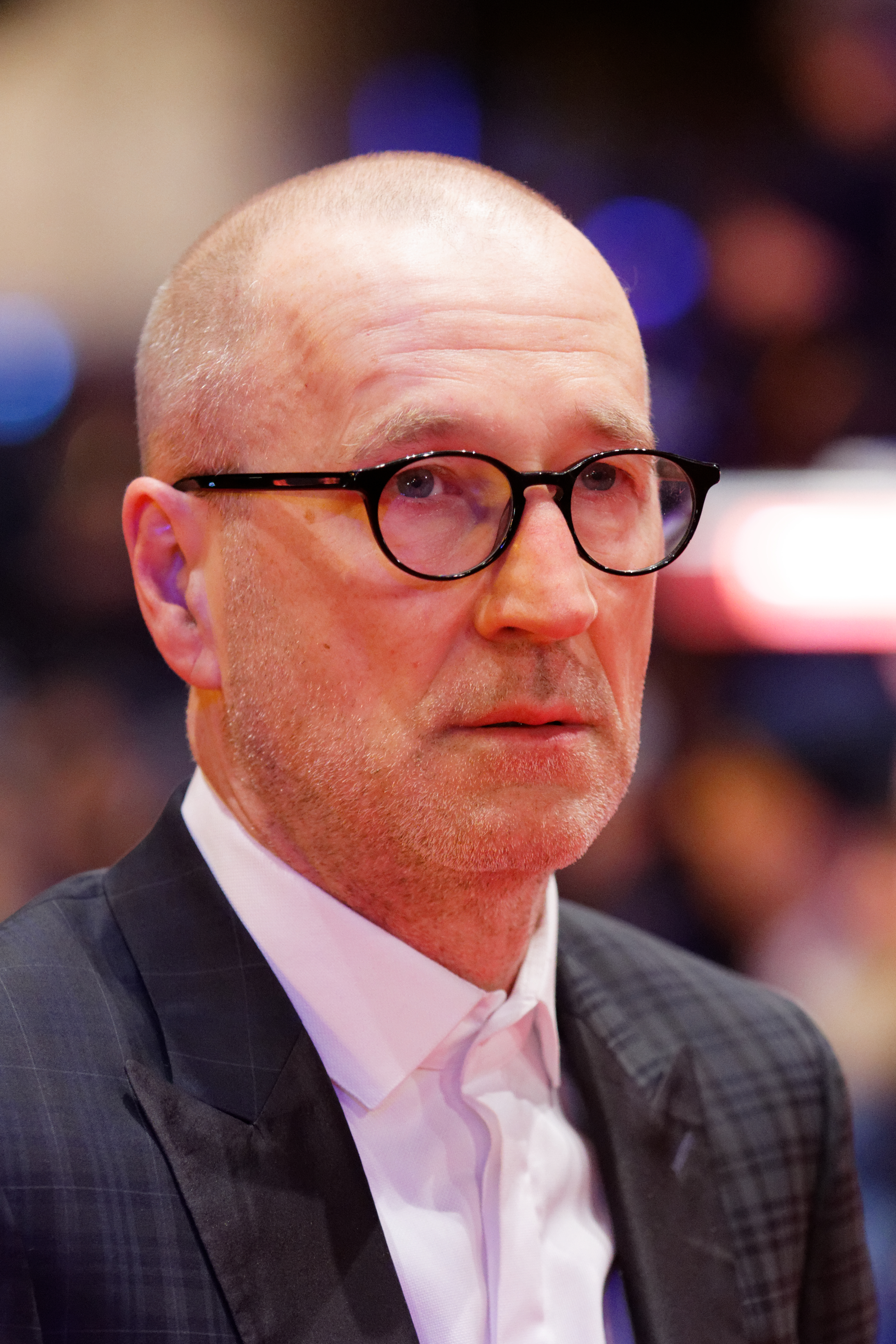
Peter Lohmeyer (* 1962)

- 1962: Peter Lohmeyer, deutscher Schauspieler
- 1962: Andrea Marcelli, italienischer Jazzperkussionist und -komponist
- 1962: Alison Spedding, britische Anthropologin und Autorin
- 1962: Christian Willisohn, deutscher Blues-Pianist und Sänger
- 1963: Georgi Boos, russischer Politiker
- 1963: Fenja Rühl, deutsche Schauspielerin
- 1963: Hermann-Josef Tenhagen, deutscher Wirtschaftsjournalist, Chefredakteur der Zeitschrift Finanztest
- 1964: Carsten Kadach, deutscher Fußballschiedsrichter
- 1964: Catherine Quittet, französische Skirennläuferin
- 1964: Stojan Vranković, kroatischer Basketballspieler
- 1965: Steven Adler, US-amerikanischer Schlagzeuger
- 1965: Anja Freese, deutsche Schauspielerin

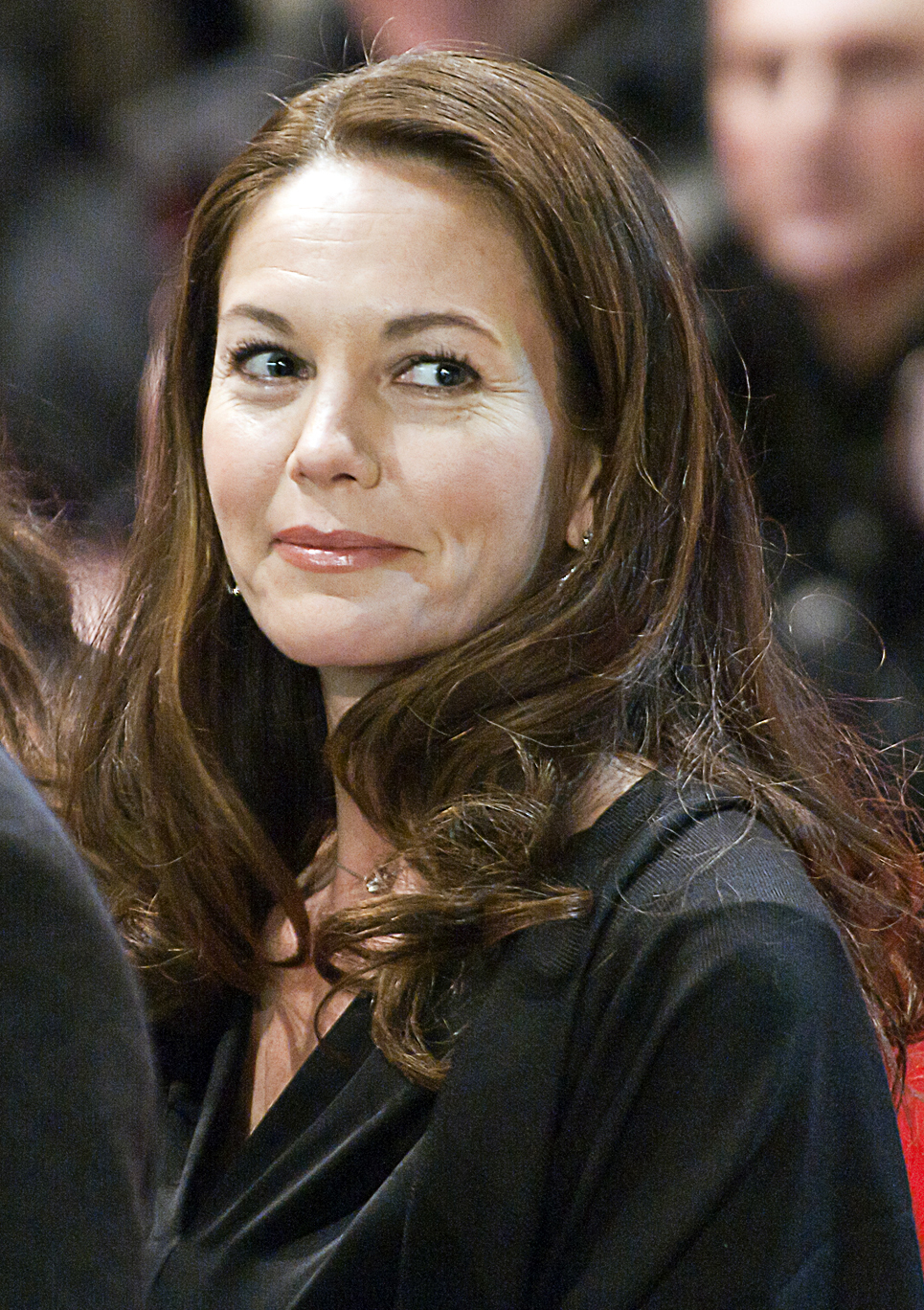
Diane Lane (* 1965)

- 1965: Diane Lane, US-amerikanische Schauspielerin
- 1965: Andrew Roachford, britischer Musiker
- 1965: Gitta Saxx, deutsches Fotomodell und Fernsehmoderatorin
- 1967: Katrina Hanse-Himarwa, namibische Politikerin
- 1967: Jenny Jürgens, deutsche Schauspielerin
- 1968: Frank Böttcher, deutscher Meteorologe, Moderator und Autor
- 1968: Juan Barazi, dänischer Unternehmer und Automobilrennfahrer
- 1968: Franka Dietzsch, deutsche Leichtathletin
- 1968: Frank Lebœuf, französischer Fußballspieler
- 1968: Alain Sutter, Schweizer Fußballspieler
- 1969: Olivia d’Abo, britische Schauspielerin und Sängerin
- 1969: Santiago Aguilera, spanischer Beachvolleyballspieler
- 1969: Markus Eggler, Schweizer Curling-Sportler
- 1970: Jeannette Auricht, deutsche Politikerin
- 1970: Alex Ross, US-amerikanischer Comic-Zeichner
- 1971: Markus Baur, deutscher Handballspieler
- 1971: Steffen Janich, deutscher Politiker
- 1971: Tim Mälzer, deutscher Fernsehkoch
- 1971: Sandra Speichert, deutsche Schauspielerin
- 1971: Volker Weininger, deutscher Kabarettist, Büttenredner und Autor
- 1973: Abi Tucker, australische Sängerin und Schauspielerin
- 1974: Jörg Böhme, deutscher Fußballspieler

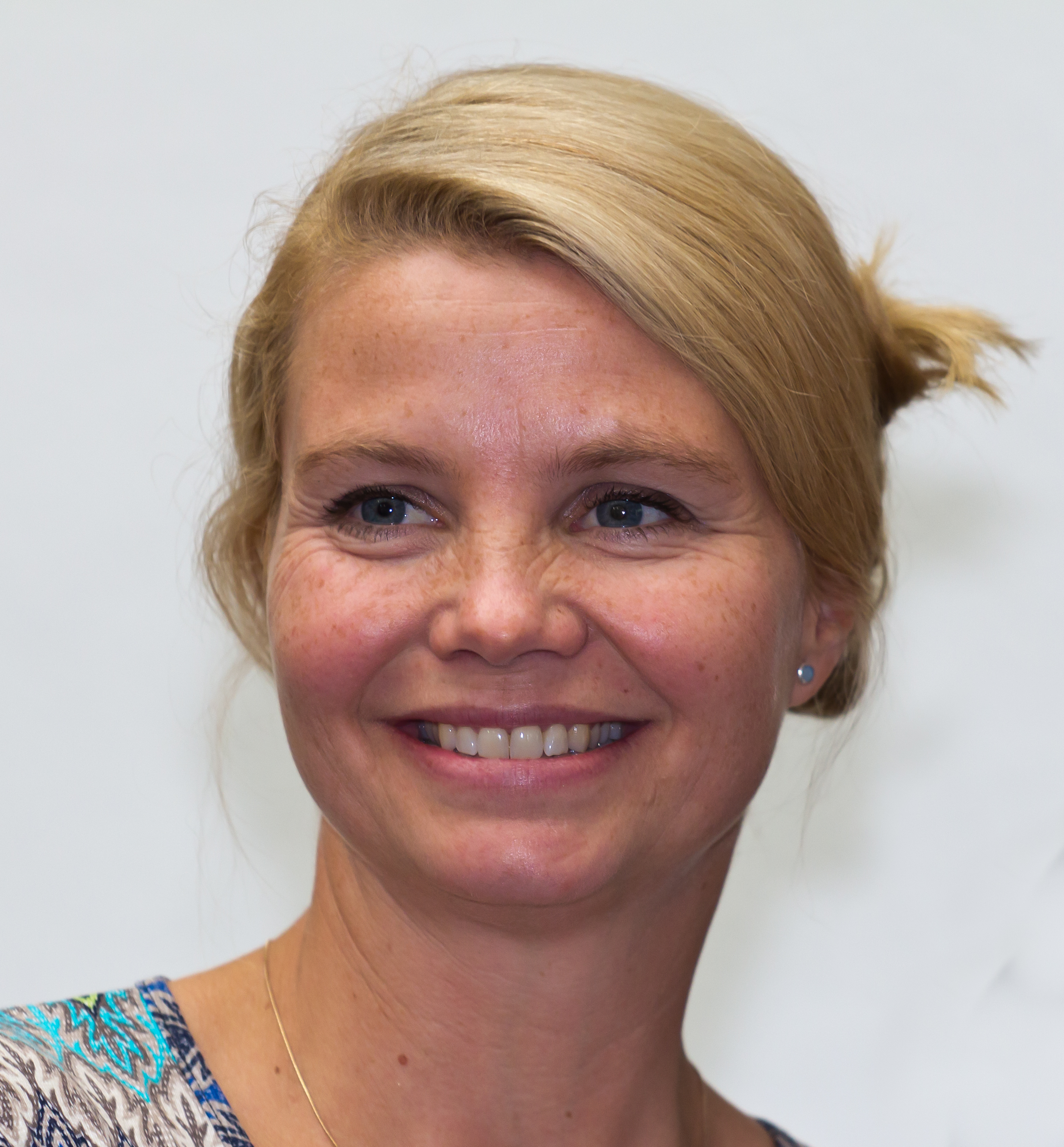
Annette Frier (* 1974)

- 1974: Annette Frier, deutsche Schauspielerin und Komikerin
- 1974: Philipp Evenburg, deutscher Politiker
- 1975: James Murray, britischer Schauspieler

#### 1976–2000
- 1976: Li Ju, chinesische Tischtennisspielerin
- 1976: Pannipar Kamnueng, thailändische Fußballschiedsrichterin
- 1977: Simone Menezes, italienisch-brasilianische Dirigentin
- 1977: Hidetoshi Nakata, japanischer Fußballspieler
- 1977: Katharina Marie Schubert, deutsche Schauspielerin
- 1979: Lincoln, brasilianischer Fußballspieler
- 1979: Melanie Winiger, Schweizer Schauspielerin und Model
- 1980: Jewgeni Walerjewitsch Aldonin, russischer Fußballspieler
- 1980: Jake Grove, US-amerikanischer American-Football-Spieler
- 1980: Chris Harms, deutscher Sänger und Gitarrist
- 1980: Christopher Masterson, US-amerikanischer Filmschauspieler
- 1980: Daniel Sdunek, deutscher Handballtorwart
- 1980: Lizz Wright, US-amerikanische Jazzmusikerin
- 1981: Denise la Bouche, deutsche Pornodarstellerin
- 1981: Willa Ford, US-amerikanische Popsängerin
- 1981: Beverley Mitchell, US-amerikanische Schauspielerin
- 1981: Ben Moody, US-amerikanischer Songwriter, Produzent und Gitarrist

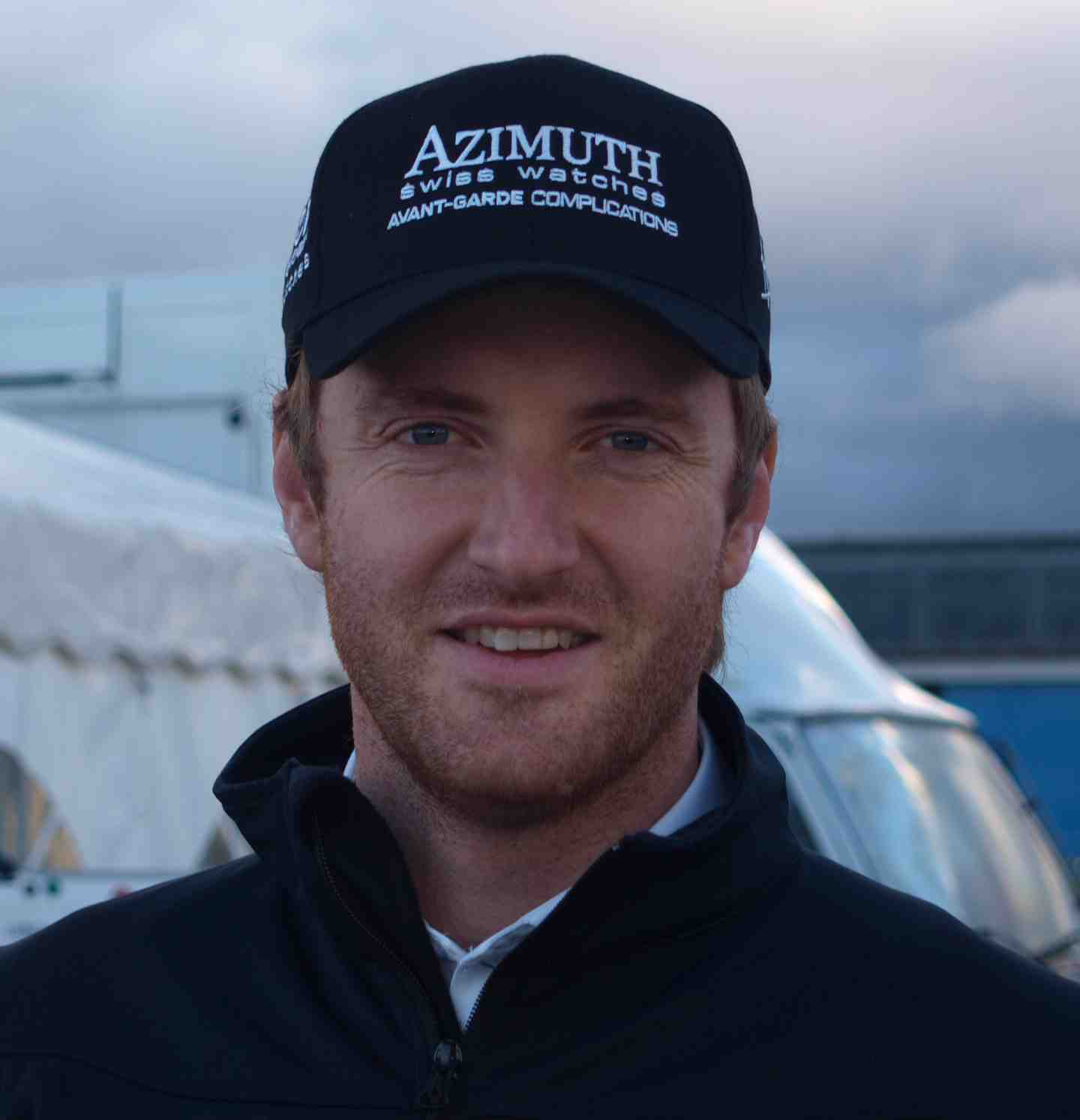
Guy Wilks (* 1981)

- 1981: Guy Wilks, britischer Rallyefahrer
- 1982: Pénélope Bagieu, französische Illustratorin und Cartoonistin
- 1982: Fabricio Coloccini, argentinischer Fußballspieler
- 1982: Cornelia Dumler, deutsche Volleyballspielerin
- 1982: Brad Farynuk, kanadischer Eishockeyspieler
- 1982: Peter Jehle, Liechtensteiner Fußballspieler
- 1982: Kitty Kat, deutsche Rapperin
- 1982: Martin Koch, österreichischer Skispringer
- 1982: Jason Peters, US-amerikanischer American-Football-Spieler
- 1983: Étienne Bacrot, französischer Schachspieler
- 1983: Mario Konrad, österreichischer Fußballspieler
- 1983: Julien Piguet, französischer Unternehmer und Automobilrennfahrer
- 1983: Primož Urh-Zupan, slowenischer Skispringer
- 1984: Josef Çınar, deutscher Fußballspieler
- 1985: Thomas Bröker, deutscher Fußballspieler
- 1985: Manuel Mairhofer, österreichischer Schauspieler
- 1985: Mohamed Sissoko, malisch-französischer Fußballspieler
- 1986: Adrián Ramos, kolumbianischer Fußballspieler
- 1986: Matt Simon, australischer Fußballspieler
- 1987: Abdenour Amachaibou, deutscher Fußballspieler
- 1987: Dmitri Wladimirowitsch Kombarow, russischer Fußballspieler
- 1987: Shane Long, irischer Fußballspieler
- 1988: Jewgenija Sergejewna Augustinas, russische Bahnradsportlerin
- 1988: Jens Hegeler, deutscher Fußballspieler
- 1988: Isabel Kerschowski, deutsche Fußballspielerin
- 1988: Monique Kerschowski, deutsche Fußballspielerin
- 1988: Alexia Kogut-Kubiak, französische Leichtathletin
- 1988: Vincent Rüfli, Schweizer Fußballspieler
- 1988: Łukasz Rutkowski, polnischer Skispringer
- 1988: Marcel Schmelzer, deutscher Fußballspieler

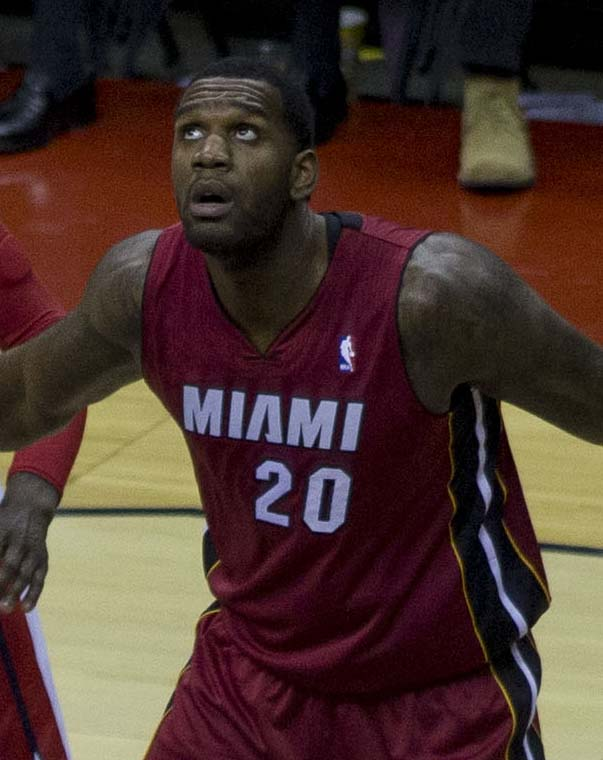
Greg Oden (* 1988)

- 1988: Greg Oden, US-amerikanischer Basketballspieler
- 1989: Jonathan Kwesi Aikins, deutscher Schauspieler
- 1991: Yann Cunha, brasilianischer Rennfahrer
- 1991: Matthias Kaiser, Liechtensteiner Autorennfahrer
- 1991: Alex MacDowall, britischer Automobilrennfahrer
- 1991: Stefan Kolb, deutscher Fußballspieler
- 1991: Elizabeth Simmonds, britische Rückenschwimmerin
- 1991: Matwei Subow, russischer Bahn- und Straßenradrennfahrer
- 1991: Felice Vecchione, italienischer Fußballspieler
- 1992: Vincent Aboubakar, kamerunischer Fußballspieler
- 1992: Ensar Baykan, deutsch-türkischer Fußballspieler
- 1993: Rio Haryanto, indonesischer Rennfahrer
- 1993: Merlin Rose, deutscher Schauspieler
- 1993: Filip Stojković, montenegrinisch-serbischer Fußballspieler
- 1993: Shira Willner, deutsche Eiskunstläuferin
- 1994: Martin Angha, Schweizer Fußballspieler
- 1996: Nico Georgiadis, Schweizer Schachspieler
- 1997: Arnaud Chautemps, französischer Skilangläufer
- 1997: Fan Zhendong, chinesischer Tischtennisspieler
- 2000: Lukas Pinckert, deutscher Fußballspieler
- 2000: Niclas Stierlin, deutscher Fußballspieler
- 2000: Laura Thorn, luxemburgische Sängerin

### 21. Jahrhundert

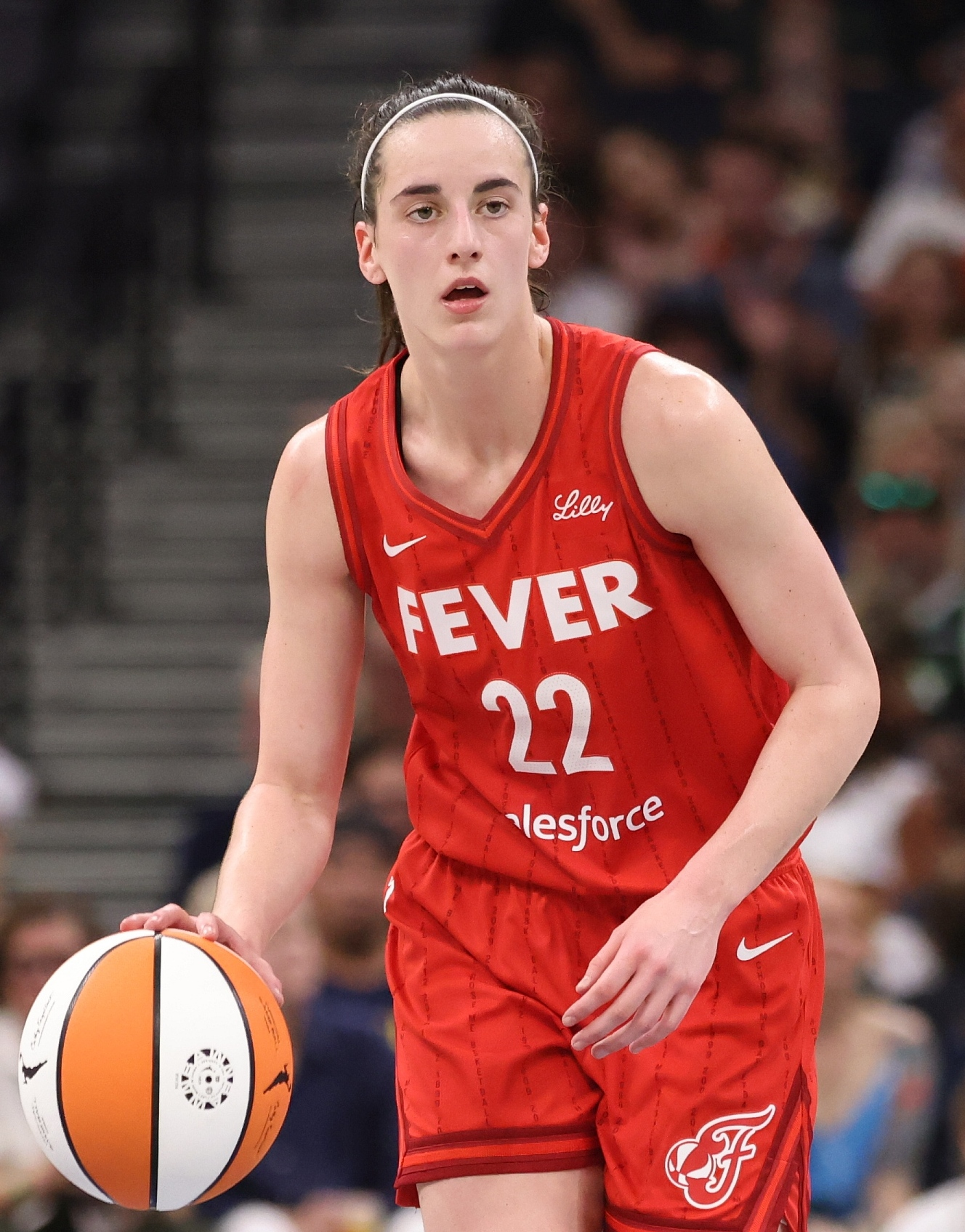
Caitlin Clark (* 2002)

- 2002: Caitlin Clark, US-amerikanische Basketballspielerin
- 2002: Daniel Moroder, italienischer Skispringer
- 2004: Marko Lazetić, serbischer Fußballspieler
- 2006: David Almansa, spanischer Motorradrennfahrer

## Gestorben

### Vor dem 16. Jahrhundert
- 0205: Plautian, römischer Politiker
- 0627: Theudelinde, agilolfingische Herzogstochter, Frau des Langobardenkönigs Authari
- 0628: Anastasius, persischer Mönch, Märtyrer und Heiliger
- 1188: Ferdinand II., König von León und Galicien
- 1203: Agnes II. von Meißen, Äbtissin des Stifts Quedlinburg
- 1252: Isabella, Königin von Armenien
- 1273: Muhammad I. ibn Nasr, Emir von Granada
- 1342: Heinrich IV., Herzog von Glogau, Sagan und Steinau
- 1397: Everhard von Muisgen, Weihbischof in Köln
- 1482: Arnold von Unkel, Weihbischof in Köln

### 16. bis 18. Jahrhundert
- 1512: Jeanne de Bourbon, Gräfin von Auvergne
- 1517: Hadım Sinan Pascha, Großwesir des Osmanischen Reiches
- 1531: Andrea del Sarto, italienischer Maler
- 1536: Bernd Knipperdolling, Führer der Täufer in Münster
- 1536: Bernd Krechting, einer der „Täufer von Münster“
- 1536: Jan van Leiden, Wanderprediger der Täufer
- 1552: Edward Seymour, 1. Duke of Somerset, englischer Staatsmann
- 1558: Christoph von Braunschweig-Wolfenbüttel, Bischof von Verden und Erzbischof von Bremen
- 1570: Jobst von Brandt, deutscher Edelmann und Komponist
- 1570: Wilhelm Hartmann von Klauer zu Wohra, Fürstabt von Fulda
- 1572: Heinrich VI. von Plauen, Burggraf von Meißen und Herr von Plauen
- 1573: Anton I., Landesherr und Reichsgraf von Oldenburg und Delmenhorst
- 1575: James Hamilton, 2. Earl of Arran, schottischer Adeliger und Regent für Maria Stuart
- 1583: Antoinette de Bourbon, erste Herzogin von Guise

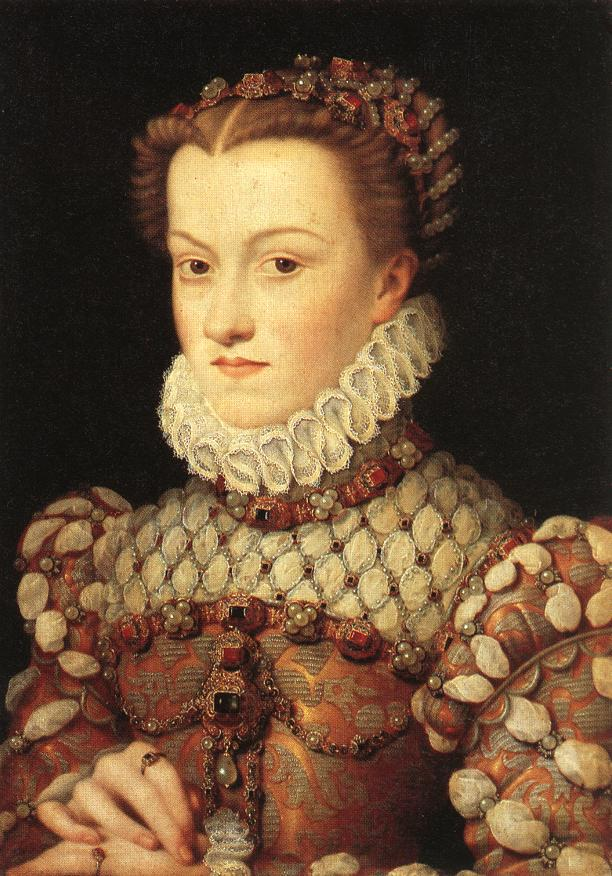
Elisabeth von Österreich († 1592)

- 1592: Elisabeth von Österreich, österreichische Prinzessin, Ehefrau von Karl IX.
- 1640: Erasmus Quellinus I., flämischer Bildhauer
- 1649: Alessandro Turchi, italienischer Maler
- 1656: Thomas Franz von Savoyen, Fürst von Carignan und Graf von Soissons
- 1657: Niels Aagaard, dänischer Schriftsteller und Gelehrter
- 1673: Konrad Gumprecht von Aldenbrück, Rat, Kämmerer, Generalwachtmeister und Geheimer Rat
- 1686: Johanna Magdalena von Sachsen-Altenburg, Herzogin von Sachsen-Weißenfels-Querfurt
- 1698: Friedrich Kasimir Kettler, Herzog von Kurland und Semgallen
- 1700: Hans Mössner, deutscher Kunstschmied
- 1711: Johann von Bacmeister, deutscher Rechtswissenschaftler und Reichshofrat
- 1715: Marc’Antonio Ziani, venezianisch-österreichischer Sänger, Komponist und Hofkapellmeister
- 1732: Marie Thérèse de Bourbon-Condé, Fürstin von Conti
- 1733: Thomas Herbert, 8. Earl of Pembroke, britischer Politiker
- 1750: Franz Xaver Josef von Unertl, kurfürstlich bayerischer Geheimer Ratskanzler und Konferenzminister
- 1767: Johann Gottlob Lehmann, deutscher Mineraloge und Geologe
- 1774: Johann Jakob Kollmann, deutscher Stadtphysikus
- 1774: Gottlieb Wernsdorf I., deutscher Pädagoge, Rhetoriker und Autor
- 1788: Georg Joachim Zollikofer, schweizerisch-deutscher Theologe und Kirchenliederdichter
- 1798: Lewis Morris, Unterzeichner der Unabhängigkeitserklärung der USA
- 1798: Matija Antun Relković, kroatischer Aufklärer
- 1799: Horace-Bénédict de Saussure, Schweizer Naturforscher

### 19. Jahrhundert
- 1802: Johanna Sophia Kettner, österreichische Soldatin
- 1824: Rochus Franz Ignaz Egedacher, österreichischer Orgelbauer
- 1824: James Schureman, Delegierter für New Jersey im Kontinentalkongress
- 1831: John Blenkinsop, britischer Grubenbetriebsleiter und Ingenieur
- 1837: Juan Bautista Arriaza y Superviela, spanischer Staatsmann und Dichter
- 1837: Johann Christian Jakob Schneider, deutscher Mediziner
- 1840: Rosa Maria Assing, deutsche Lyrikerin, Erzählerin, Übersetzerin, Scherenschnittkünstlerin und Erzieherin
- 1840: Johann Friedrich Blumenbach, deutscher Anatom und Anthropologe
- 1840: Ernst Georg Julius Hecht, deutscher Jurist
- 1847: Hermann Fitting, deutscher Gutsbesitzer und Politiker

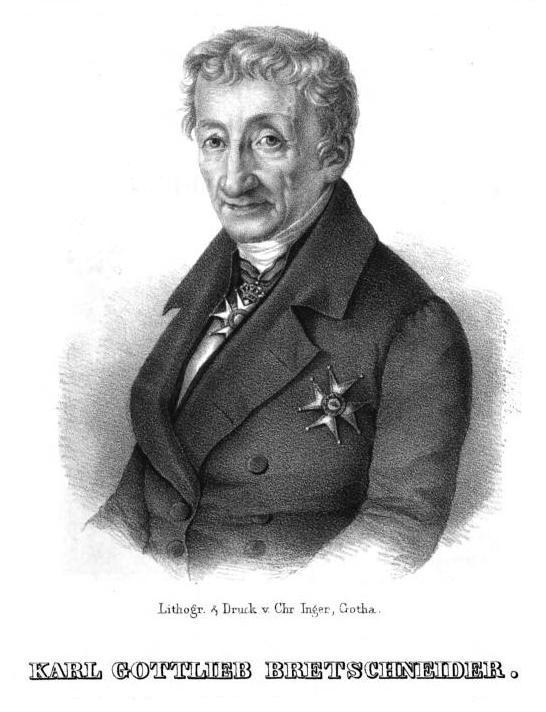
Karl Gottlieb Bretschneider († 1848)

- 1848: Karl Gottlieb Bretschneider, deutscher evangelischer Theologe
- 1850: Vincenzo Pallotti, italienischer Priester und Ordensgründer
- 1854: Christian von Appel, österreichischer Feldmarschalleutnant
- 1855: Mariano de Aycinena y Piñol, Staatschef in der Provinz Guatemala der Zentralamerikanischen Konföderation
- 1856: Georg Wilhelm von Wedekind, deutscher Forstmann
- 1858: Ludwig II., badischer Großherzog
- 1858: Carl Friedrich Plattner, deutscher Hüttenkundler und Chemiker
- 1859: Joseph Ludwig Raabe, Schweizer Mathematiker
- 1861: Friedrich Tiedemann, deutscher Anatom und Physiologe
- 1861: Giovanni Battista Velluti, italienischer Opernsänger, letzter der großen Kastraten
- 1864: Baruch Auerbach, deutscher Pädagoge
- 1869: Leopold Ferdinand Elie Victor Albert Marie, Prinz von Belgien (* 1859)
- 1872: Franz von Elsholtz, deutscher Dichter und Schriftsteller
- 1876: Hippolyte Dussard, französischer Wirtschaftswissenschaftler

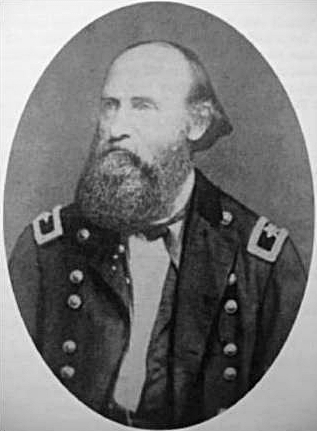
August Willich († 1878)

- 1878: August Willich, deutscher Führer der Aufständischen der Badischen Revolution und General im Amerikanischen Sezessionskrieg
- 1879: Henriette von Bissing, deutsche Erzählerin
- 1883: Ernst von Waldthausen, deutscher Kaufmann
- 1884: Guido von Usedom, preußischer Diplomat
- 1886: August Wilhelm Theodor Adam, deutscher Musikdirektor
- 1887: António Maria de Fontes Pereira de Melo, portugiesischer Politiker und Staatsmann
- 1888: Eugène Labiche, französischer Lustspieldichter
- 1889: Carlo Pellegrini, italienischer Zeichner und Karikaturist
- 1891: Miklós Ybl, ungarischer Architekt
- 1893: Vinzenz Lachner, deutscher Komponist und Dirigent
- 1893: Kawatake Mokuami, japanischer Kabuki-Autor
- 1895: Edward Solomon, britischer Komponist und Dirigent
- 1896: Ignaz Czernits, österreichischer Schauspieler und Theaterdirektor
- 1900: Carl Ausfeld, deutscher Richter und Politiker

### 20. Jahrhundert

#### 1901–1950
- 1901: Victoria, britische Königin

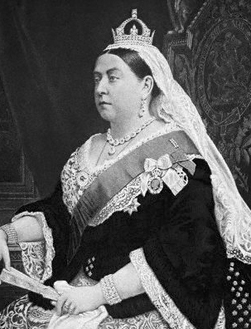
Queen Victoria († 1901)

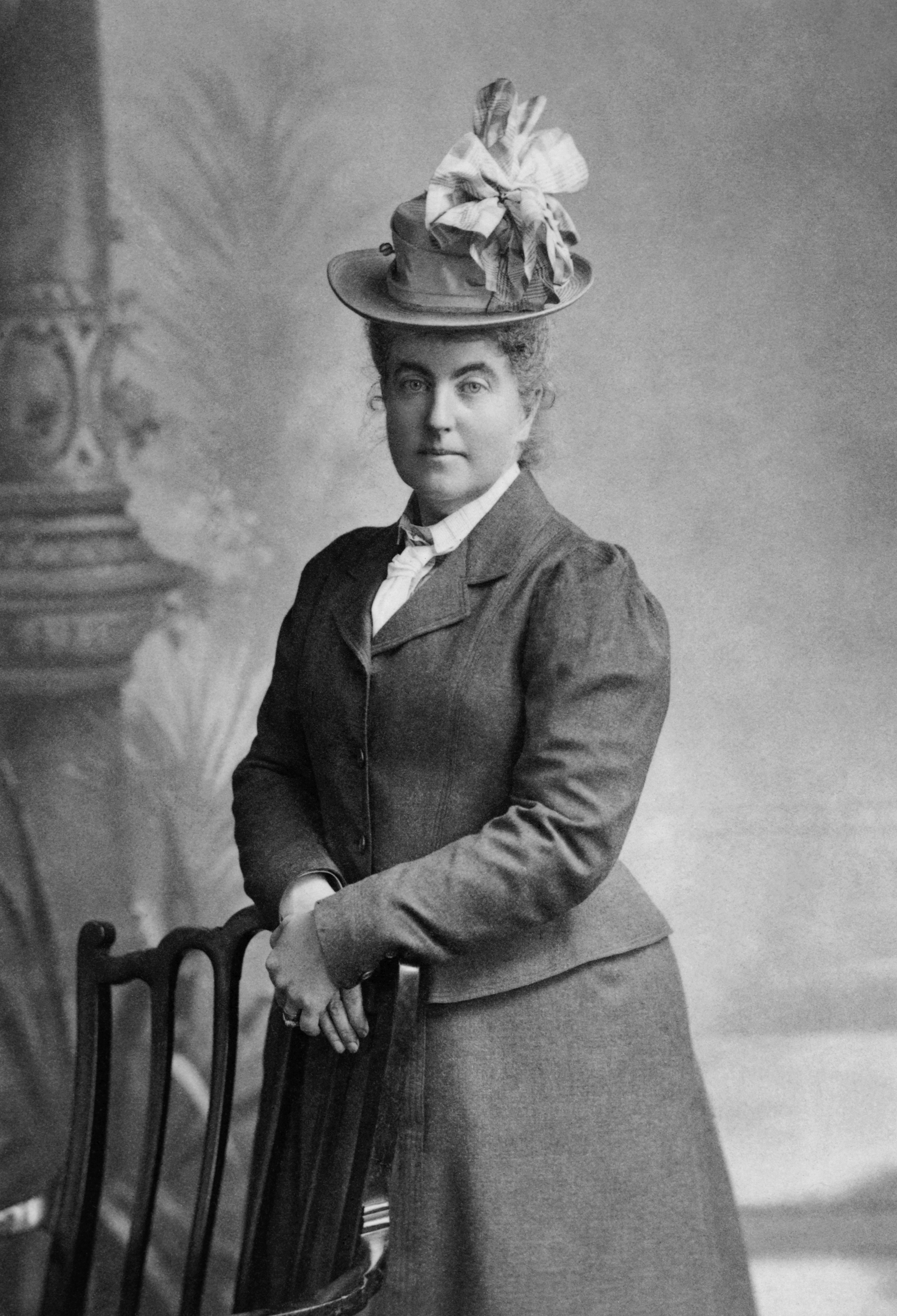
Fanny Bullock Workman († 1901)

- 1903: Augustus John Cuthbert Hare, britischer Schriftsteller und Anekdotenerzähler
- 1903: Karl Robert Bruno Naumann zu Königsbrück, Erfinder der Naumann-Nähmaschinen
- 1904: Laura Vicuña, Selige der Don Bosco Familie
- 1904: Gebhard Wölfle, österreichischer Schriftsteller
- 1909: Emil Erlenmeyer, deutscher Chemiker
- 1911: Siegmund Lustgarten, österreichischer Arzt
- 1912: Lucien Rérolle, Karambolageweltmeister, Rechtsanwalt und Autor
- 1918: Gustav Schreck, deutscher Musiklehrer, Komponist und Chorleiter
- 1919: Traugott Hermann von Arnim-Muskau, deutscher Diplomat und Abgeordneter
- 1919: Oskar Ludwig Auster, sächsischer königlicher Baurat
- 1919: Josesito García Vila, dominikanischer Pianist und Komponist
- 1919: Carl Larsson, schwedischer Maler
- 1921: Louis Armand, französischer Höhlenforscher
- 1922: Elsa Andersson, schwedische Pilotin
- 1922: Fredrik Bajer, dänischer Schriftsteller, Nobelpreisträger
- 1922: Benedikt XV., Papst
- 1925: Fanny Bullock Workman, US-amerikanische Geografin und Kartografin, Schriftstellerin und Bergsteigerin
- 1925ː Sophie von Scheve, deutsche Malerin der Düsseldorfer Schule
- 1926: Carlos Schwabe, deutscher, später Schweizer symbolistischer Maler und Grafiker.
- 1929: Adolph Brodsky, russischer Geiger
- 1931: Alma Rubens, US-amerikanische Stummfilmschauspielerin
- 1931: Else Otten, niederländische Übersetzerin
- 1932: Julius Petschek, böhmischer, nach 1918 tschechoslowakischer Großindustrieller und Bankier
- 1933: Else Sohn-Rethel, deutsche Malerin und Sängerin
- 1935: Zequinha de Abreu, brasilianischer Komponist und Instrumentalist
- 1936: Louis Glass, dänischer Komponist
- 1938: Richard Franck, deutscher Komponist und Pianist
- 1942: Walter Sickert, deutschstämmiger britischer Maler
- 1942ː Emmy Wyda, deutsche Schauspielerin
- 1944: Charles Erskine Scott Wood, US-amerikanischer Offizier, Anwalt, Schriftsteller

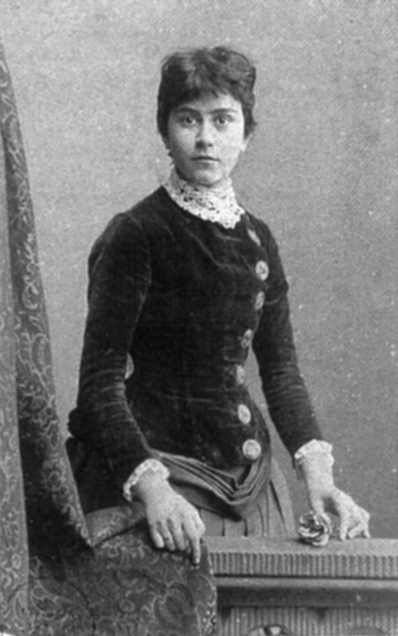
Else Schüler († 1945)

- 1945: Else Lasker-Schüler, deutsch-jüdische Dichterin und Zeichnerin, Vertreterin der Moderne und des Expressionismus
- 1945: Jan Skala, sorbischer Publizist und Schriftsteller
- 1945: Alfred Wolfenstein, deutscher expressionistischer Lyriker, Dramatiker und Übersetzer
- 1947: Max Berg, deutscher Architekt
- 1948: Eduard Kohlrausch, deutscher Rechtswissenschaftler für Strafrecht

#### 1951–2000
- 1951: Harald Bohr, dänischer Mathematiker
- 1951: Karl Ludwig Nessler, deutscher Frisör, Erfinder der Dauerwelle
- 1951: Anna Siemsen, deutsche Pädagogin und Politikerin
- 1952: Alexander Behm, deutscher Physiker
- 1952: Albert von Thurn und Taxis, achter und letzter Fürst von Thurn und Taxis
- 1952: Roger Vitrac, französischer Dramatiker und Surrealist
- 1954: Ernest Friederich, französischer Automobilrennfahrer und Mechaniker

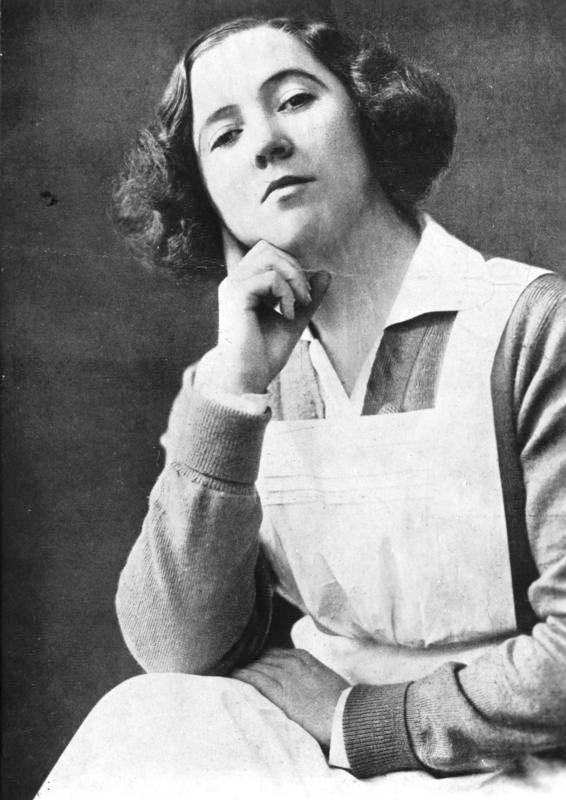
Claire Waldoff († 1957)

- 1957: Claire Waldoff, deutsche Chansonsängerin und Kabarettistin
- 1959: Mike Hawthorn, englischer Rennfahrer und Formel-1-Weltmeister
- 1959ː Elisabeth Moore, US-amerikanische Tennisspielerin
- 1961: Franz Kuhn, deutscher Jurist, Sinologe und literarischer Übersetzer
- 1963: William Godfrey, britischer Geistlicher, Erzbischof von Westminster und Kardinal
- 1963: József Nagy, ungarischer Fußballspieler und -trainer
- 1964: Lissy Arna, deutsche Schauspielerin
- 1964: Marc Blitzstein, US-amerikanischer Komponist
- 1964: Erna Gersinski, deutsche Widerstandskämpferin gegen den Nationalsozialismus
- 1966: August Frölich, deutscher Politiker, MdR
- 1966: Kawada Jun, japanischer Lyriker und Wirtschaftsmanager
- 1966: Herbert Marshall, britischer Film- und Theaterschauspieler
- 1966: Pierre Mercure, kanadischer Komponist und Fernsehproduzent
- 1968: Alexander Jerminingeldowitsch Arbusow, russischer Chemiker
- 1968: Duke Kahanamoku, hawaiischer Schwimmer, Begründer des modernen Surfsports und Olympiasieger

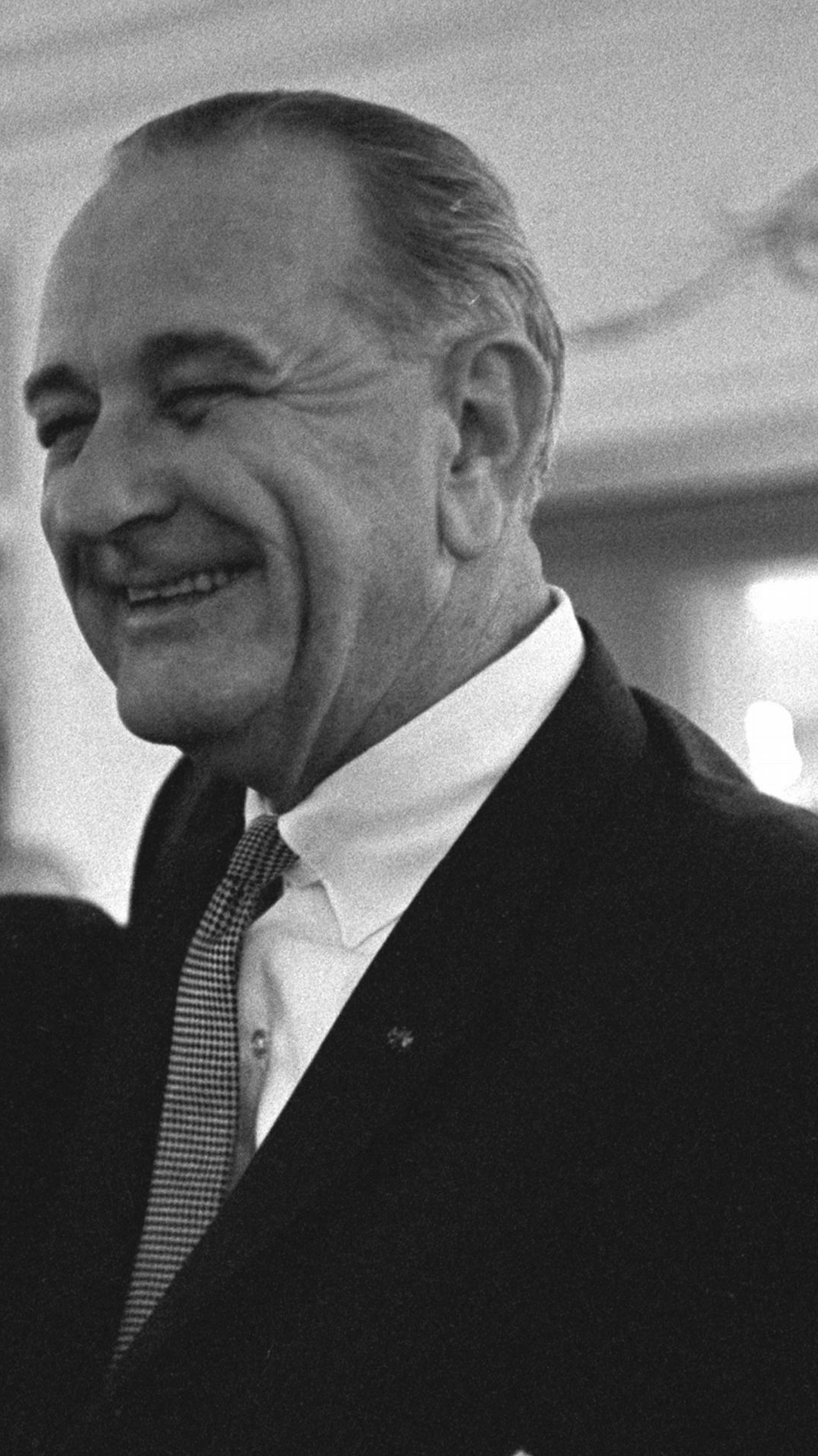
Lyndon B. Johnson († 1973)

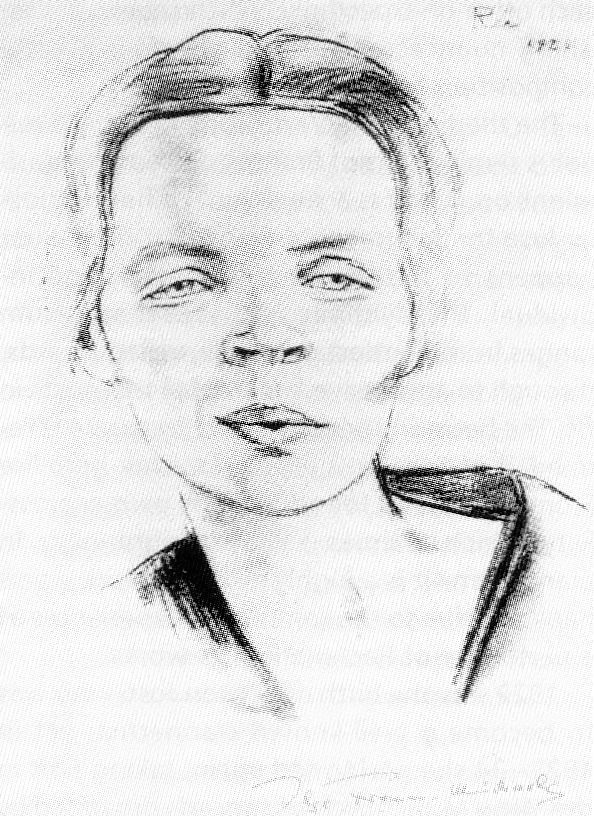
Ilse Fromm-Michaels († 1986)

- 1973: Lyndon B. Johnson, US-amerikanischer Politiker, Vizepräsident, 36. Präsident der Vereinigten Staaten
- 1975: Ernst Schmidt, deutscher Thermodynamiker
- 1976: Edgar Leslie, US-amerikanischer Songwriter
- 1976: Charles Reznikoff, US-amerikanischer Poet
- 1977: Max Burghardt, deutscher Intendant, Vorsitzender des Kulturbundes der DDR
- 1977: Pascual Pérez, argentinischer Boxer, Olympiasieger und Weltmeister
- 1977: Johannes Terwogt, niederländischer Ruderer
- 1981: Rudolf Nissen, deutscher Chirurg und Hochschullehrer
- 1982: Rachel Blodgett Adams, US-amerikanische Mathematikerin
- 1982: Eduardo Frei Montalva, chilenischer Staatspräsident
- 1982: Tommy Tucker, US-amerikanischer Blues-Sänger und Pianist
- 1983: Harry Auterhoff, lettischer Chemiker und Pharmazeut
- 1984: Anton Lamprecht, deutscher Maler
- 1984: Josef Walcher, österreichischer Skirennläufer
- 1985: Michail Michailowitsch Gromow, sowjetischer Pilot und Flugzeugtester
- 1985: Bernhard Sprengel, deutscher Schokoladenfabrikant und Kunstmäzen
- 1986: Ilse Fromm-Michaels, deutsche Komponistin und Pianistin
- 1987: Budd Dwyer, US-amerikanischer Politiker
- 1987: Fabio Metelli, italienischer Psychologe
- 1990: Gordon Buehrig, US-amerikanischer Fahrzeugdesigner
- 1990: Gerhard Klarner, deutscher Nachrichtensprecher
- 1991: Kenos Aroi, nauruischer Politiker, Präsident der Republik Nauru
- 1991: Robert Choquette, kanadischer Schriftsteller und Diplomat
- 1991: Karl Hofacker, Schweizer Bauingenieur und Hochschullehrer
- 1993: Abe Kōbō, japanischer Schriftsteller
- 1993: Héctor De Bourgoing, argentinisch-französischer Fußballspieler
- 1993: Guillermo Graetzer, österreichisch-argentinischer Komponist, Musikpädagoge und Musikwissenschaftler
- 1994: Jean-Louis Barrault, französischer Schauspieler, Pantomime und Regisseur
- 1994: Frances Gifford, US-amerikanische Schauspielerin

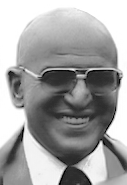
Telly Savalas († 1994)

- 1994: Telly Savalas, US-amerikanischer Schauspieler und Sänger
- 1995: Rose Kennedy, Mutter von John Fitzgerald Kennedy
- 1996: Bill Cantrell, US-amerikanischer Automobilrennfahrer
- 1997: Leonhard Jansen, deutscher Schriftsteller
- 1998: C. Elmer Anderson, US-amerikanischer Politiker
- 1998: Edward Ferdinand Arn, US-amerikanischer Jurist und Politiker
- 1999: George L. Mosse, US-amerikanischer Historiker

### 21. Jahrhundert
- 2002: Kenneth Armitage, britischer Bildhauer
- 2002: Peter Bardens, britischer Rockmusiker
- 2003: Lonny Kellner, deutsche Schauspielerin und Sängerin
- 2003: Ernst Kitzinger, US-amerikanischer Kunsthistoriker

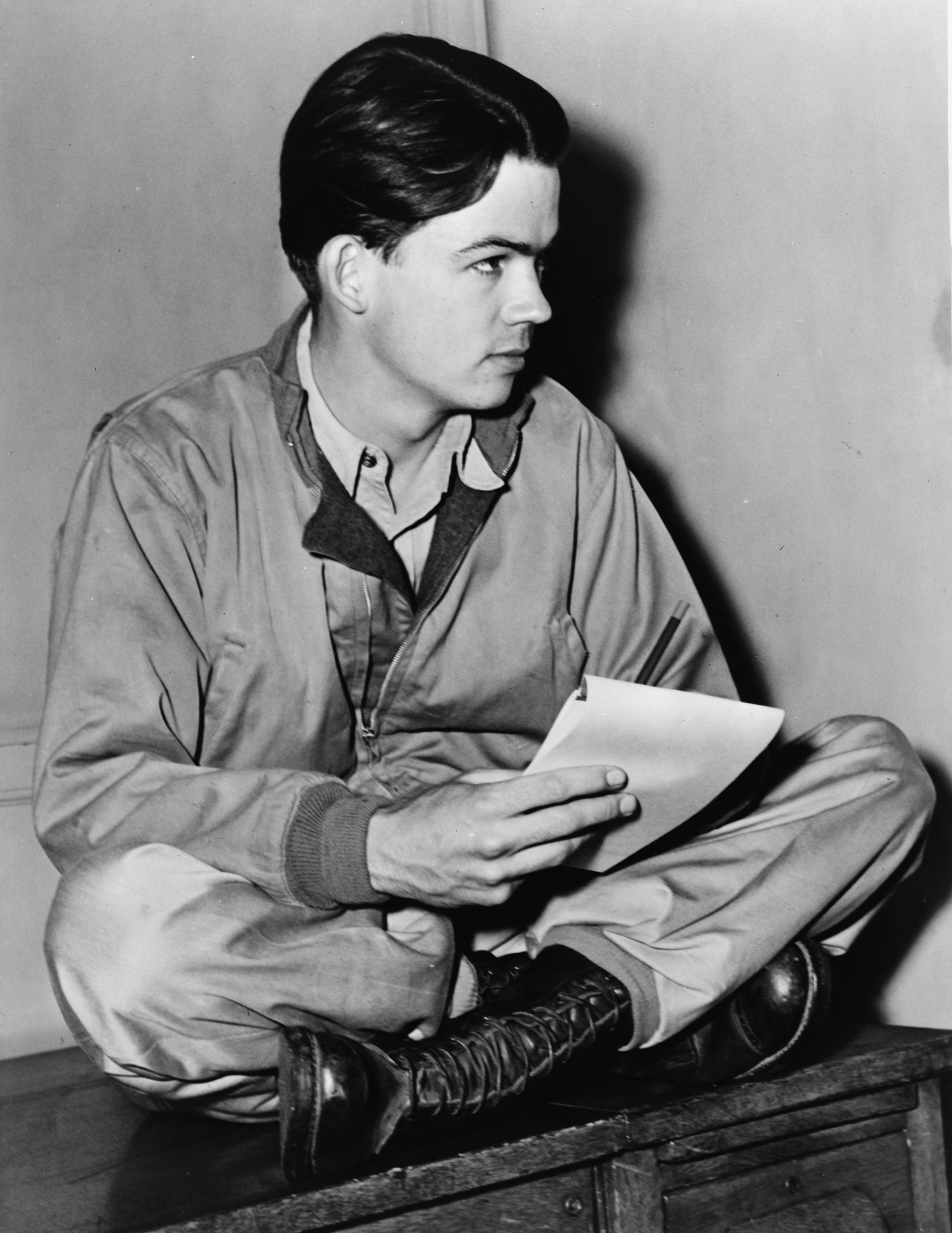
Bill Mauldin († 2003)

- 2003: Bill Mauldin, US-amerikanischer Karikaturist
- 2004: Ann Miller, US-amerikanische Schauspielerin und Tänzerin
- 2005: Patsy Rowlands, britische Schauspielerin
- 2005: Freyja Scholing, deutsche Politikerin
- 2005: Consuelo Velázquez, mexikanische Komponistin
- 2005: Rose Mary Woods, US-amerikanische Sekretärin von Richard Nixon
- 2006: Charles Wallas Adair jr., US-amerikanischer Bankangestellter und Botschafter
- 2006: Gerhard Funke, deutscher Philosoph
- 2006: Rick van der Linden, niederländischer Komponist und Keyboarder
- 2007ː Alma Bacciarini, Schweizer Politikerin (FDP), erste Tessinerin im Nationalrat, Frauenrechtlerin
- 2007: Toulo de Graffenried, Schweizer Automobilrennfahrer
- 2007: Siegfried Kessler, deutsch-französischer Pianist, Komponist und Flötist
- 2007: Ramón Marsal, spanischer Fußballspieler

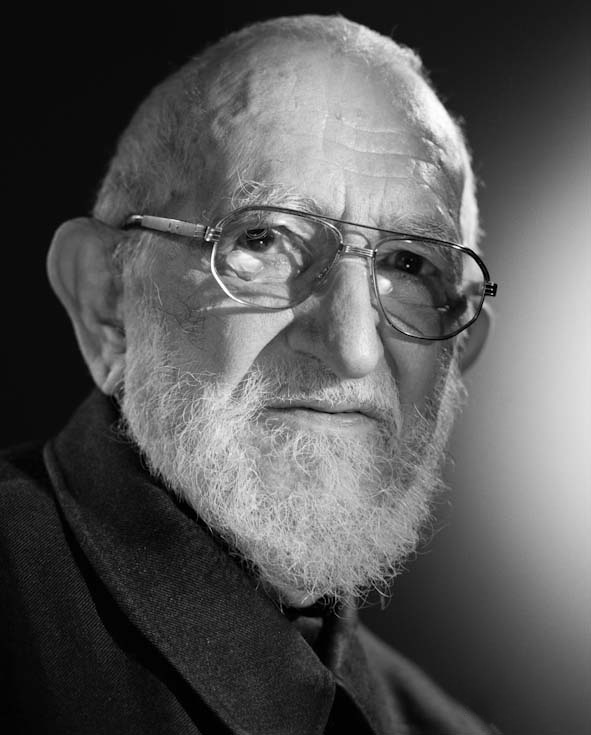
Abbé Pierre († 2007)

- 2007: Abbé Pierre, französischer Priester, Gründer der Wohltätigkeitsorganisation Emmaus
- 2008: Bernhard Horstmann alias Stefan Murr, deutscher Autor
- 2008: Heath Ledger, australischer Schauspieler
- 2008: Ștefan Niculescu, rumänischer Komponist
- 2008: Claude Piron, Schweizer Psychologe, Analytiker und Autor
- 2009: Sveinn Ingvarsson, isländischer Leichtathlet
- 2009: Armand Meffre, französischer Schauspieler und Dramatiker
- 2009: Manfred Steffen, deutscher Schauspieler
- 2010: Apache, US-amerikanischer Hip-Hop-Musiker
- 2010: Gordon Richardson, Baron Richardson of Duntisbourne, britischer Bankier, Rechtsanwalt und Politiker

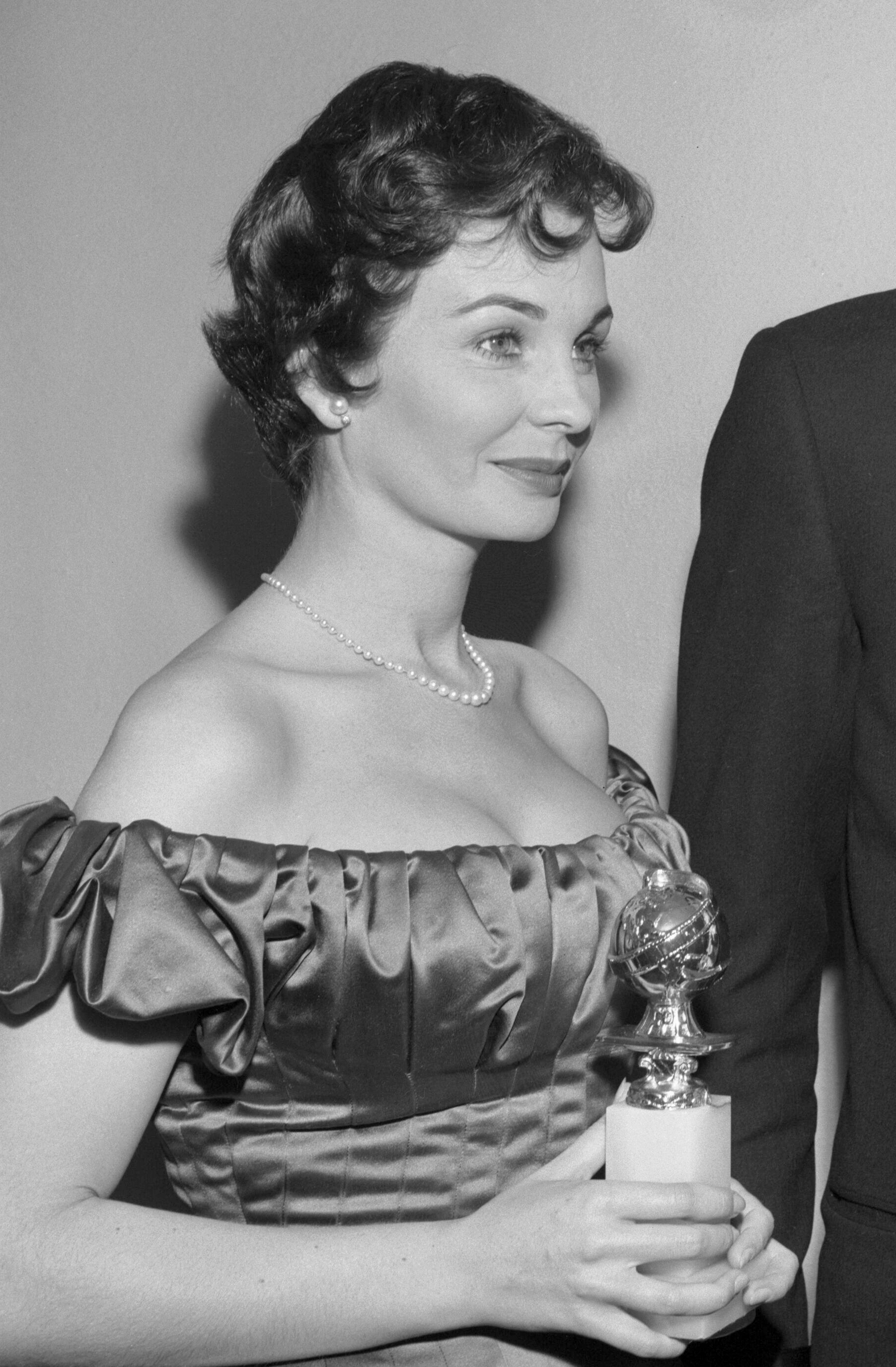
Jean Simmons († 2010)

- 2010: Jean Simmons, britisch-US-amerikanische Schauspielerin
- 2010: Fabrizio Violati, italienischer Unternehmer und Automobilrennfahrer
- 2011: Pak Wanso, koreanische Autorin
- 2013: Eva Rühmkorf, deutsche Politikerin
- 2014: Fred Bertelmann, deutscher Schlagersänger und Schauspieler
- 2014: Patrick Brooking, britischer Offizier
- 2016: Kathrin Lemke, deutsche Jazzmusikerin
- 2016: Elisa Soteldo, venezolanische Sängerin, Pianistin und Musikpädagogin
- 2017: Jaki Liebezeit, deutscher Schlagzeuger
- 2018: Jimmy Armfield, englischer Fußballspieler
- 2018: Ursula K. Le Guin, US-amerikanische Schriftstellerin
- 2021: Hank Aaron, US-amerikanischer Baseballspieler
- 2021ː Jacqueline Berenstein-Wavre, Schweizer Lehrerin, Grossrätin und Frauenrechtlerin
- 2021: Gianfranco Lombardi, italienischer Basketballspieler und -trainer
- 2021: Henry Perry, irischer Boxer
- 2021: Raimo Suikkanen, finnischer Radsportler
- 2021: Hans-Erwin Volberg, deutscher Fußballspieler
- 2022: Marc Crousillat, französischer Wasserballspieler
- 2022: Rasmi Dschabrailow, sowjetischer bzw. russischer Schauspieler und Regisseur
- 2022: Thích Nhất Hạnh, vietnamesischer Mönch und Autor
- 2023: Schanna Plijewa, georgische Komponistin und Pianistin
- 2024: Elke Erb, deutsche Lyrikerin und Schriftstellerin
- 2024: Luigi Riva, italienischer Fußballspieler
- 2024: Margo Smith, US-amerikanische Country-Musikerin
- 2025: Barry Goldberg, US-amerikanischer Bluesmusiker

## Feier- und Gedenktage
- Kirchliche Gedenktage
  - Hl. Irene von Rom, römische Schutzpatronin (katholisch)
  - Hl. Vinzenz von Valencia, spanischer Diakon, Märtyrer und Schutzpatron (anglikanisch, evangelisch, katholisch)
  - Hl. Vincenzo Pallotti, katholischer Priester und Ordensgründer (katholisch)
- Namenstage
  - Anastasius, Dietlinde, Irene, Linda (in Italien)
- Staatliche Feier- und Gedenktage
  - Deutschland/Frankreich: Deutsch-Französischer Tag (seit 2003)

Weitere Einträge enthält die Liste von Gedenk- und Aktionstagen.